# تاريخ أيرلندا
أيرلندا عصر ما قبل التاريخ تمتد في الفترة من أول الأدلة المعروفة على وجود الإنسان والتي ترجع إلى حوالي 12500 قبل الميلاد حتى ظهور أيرلندا الغيلية في وقت التنصير في القرن الخامس الميلادي. حيث دفعت المسيحية أو استبدلت  الوثنية الكلتية السابقة وغيرها من أشكال الوثنية قبل نهاية القرن السابع.
يعتبر غزو النورمان في أواخر القرن الثاني عشر بداية أكثر من 800 سنة من الحكم  الإنجليزية المباشر وفيما بعد التدخل البريطاني في ايرلندا. في 1177 تم تعيين الأمير جون ملك انجلترا  حاكما على أيرلندا بواسطة والده هنري الثاني ملك إنجلترا في مجلس أكسفورد.
التاج لم يحاول فرض السيطرة الكاملة على الجزيرة حتى تمرد إيرل كيلدير والذي هدد الهيمنة الإنجليزية على الجزيرة. هنري الثامن أعلن نفسه ملك أيرلندا كما حاول إدخال الإصلاح الإنجليزي والذي فشل في أيرلندا. محاولات إما قهر أو استيعاب المقاعد الأيرلندية في مجلس اللوردات داخل  المملكة أيرلندا وفر الزخم الأول لسلسلة من الحملات العسكرية الأيرلندية بين 1534 و 1603. وقد تميزت هذه الفترة بسياسة تاج المزارع، التي شملت  وصول الآلاف من المستوطنين الإنجليز والاسكتلنديين  البروتستانت، والتشريد الناتج لملاك الأراضي والمزارع الكاثوليكية. مع الهزيمة العسكرية والسياسية لأيرلندا الغالية والتي أصبحت أكثر وضوحا في أوائل القرن السابع عشر، أصبحت النزاعات  الطائفية متكررة في التاريخ الأيرلندي.
الإطاحة بالأغلبية الكاثوليكية في البرلمان الإيرلندي في عام 1614 تمثلت أساسا من خلال إنشاء العديد من الأحياء الجديدة التي يسيطر عليها المستوطنون الجدد. بحلول نهاية القرن السابع عشر، القدماء (أتباع الديانة الأقدم كما يسمون الآن) والذين كانوا يمثلون نحو 85% من سكان أيرلندا، تم منعهم من البرلمان الإيرلندي. الهيمنة البروتستانتية في أيرلندا أصبحت مؤكدة بعد فترتين من الحرب بين الكاثوليك والبروتستانت في 1641-52 و 1689-91. السلطة السياسية بعد ذلك أصبحت تماما في أيدي الأقلية  البروتستانتية المهيمنة، بينما الكاثوليك وأعضاء الطوائف البروتستانتية المعارضة عانوا من الحرمان السياسي والاقتصادي بموجب القوانين الجنائية. تم إلغاء البرلمان الايرلندي من 1 يناير 1801 عند صحوة المتمردين الجمهوريين الارلنديين المتحدين و أصبحت أيرلندا جزءا لا يتجزأ من  المملكة المتحدة لبريطانيا العظمى وأيرلندا بموجب أحكام الأعمال الاتحادية 1800. على الرغم من الوعد بإلغاء مرسوم الإختبار، لم يتم منح الحقوق الكاملة للكاثوليك حتى التحرر الكاثوليكي والذي تم تحقيقه في جميع أنحاء المملكة المتحدة الجديدة في عام 1829. وأعقب ذلك أول قانون للإصلاح عام 1832، وهو الشرط الرئيسي الذي تم على إثره حرمان الملاك البريطانيين والايرلنديين الفقراء من حق التصويت.
سعى الحزب البرلماني الأيرلندي منذ عام 1880 إلى تحقيق الحكم الذاتي من خلال الحركة البرلمانية الدستورية، والذي تحصلوا عليه في نهاية المطاف عند الفوز بقانون 1914، على الرغم من أن هذا القانون تم ايقافه عند اندلاع الحرب العالمية الأولى. تم تنظيم  ثورة عيد الفصح من قبل الجمهوريين الذين جلبوا بعد عامين القوة البدنية الجمهورية مرة أخرى إلى واجهة السياسة الأيرلندية.
في عام 1922، وبعد حرب الاستقلال الأيرلندية والمعاهدة الأنجلو-أيرلندية، انفصل معظم أيرلندا عن المملكة المتحدة لتصبح  الدولة الأيرلندية الحرة والتي بعد دستور عام 1937، بدأت تطلق على نفسها أيرلندا. المحافظات الست في شمال شرق البلاد المعروفين باسم أيرلندا الشمالية، ظلت ضمن المملكة المتحدة. الحرب الأهلية الأيرلندية أتت بعد حرب الاستقلال. تاريخ أيرلندا الشمالية ومنذ ذلك الحين هيمن عليه الصراعات الطائفية المتكررة بين (الكاثوليكيين في الأساس) القوميين الأيرلنديين و (البرتستانتيين في الأساس) النقابيين. هذا الصراع تطور إلى اندلاع الاضطرابات في أواخر الستينات، حتى تحقق السلام مع اتفاق الجمعة العظيمة بعد ذلك بثلاثين عاما.

## فترة ما قبل التاريخ (10,500 ق.م–400 م)

### من العصر الحجري إلى العصر البرونزي

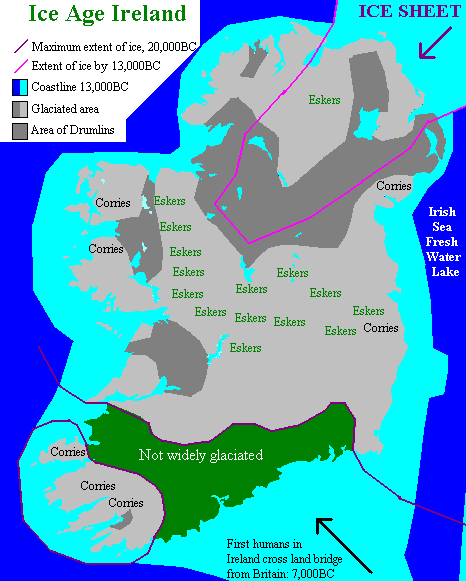
أيرلندا خلال العصر الجليدي.

ما هو معروف بأيرلندا ما قبل المسيحية يأتي من المراجع في الكتابات  الرومانية، الشعر الأيرلندي والأساطير، وعلم الآثار. في حين تم العثور على بعض الأدوات  الحجرية إلا أن أيا منها لم يكن مقنعا لمؤسسة العصر الحجري في أيرلندا. ومع ذلك تم العثور على عظمة دب في أليس وفي كهف جفيندولين في مقاطعة كلير في عام 1903 والذي قد تعود إلى تاريخ أقدم المستوطنات البشرية في أيرلندا في حوالي 10500 قبل الميلاد. العظم يظهر علامات واضحة على علامات القطع بأدوات حجرية، وعند قياس عمرها بالإشعاع تبين أن عمرها يصل إلى 12500 سنة.
أول سكان أيرلندا المؤكدين كانوا  الميزوليتين  الصيادين الذين وصلوا أيرلندا في حدود 8000 سنة قبل الميلاد، عندما أصبح المناخ أفضل بعد تراجع القمم الجليدية القطبية (على الرغم من وجود بقايا أحفورية يعتقد أنها قد تكون من قبل 900 سنة قبل الميلاد والتي تم العثور عليها في كهف كليجريني في مونستر). في حين أن بعض الكتاب يرون أن الجسر البري الذي يربط أيرلندا وبريطانيا العظمى كان لا يزال موجودا في ذلك الوقت،  تشير الدراسات الحديثة إلى أن أيرلندا كانت مفصولة عن بريطانيا في حدود 14,000 قبل الميلاد عندما كان المناخ لا يزال باردا وعندما كانت القمم الجليدية المحلية منتشرة في أجزاء واسعة من البلاد. استمر الناس صيادين حتى حوالي 6000 سنة قبل الميلاد. يقال أن هذا كان عند ظهور أول العلامات على الزراعة المعقدة والتي بدأت تظهر مع اكتشاف حقول سييد في كوناكت، مما أدى إلى إنشاء ثقافة  حجرية راقية، والتي تميزت بظهور الفخار والأدوات الحجرية المصقولة والمنازل الخشبية مستطيلة الشكل والمقابر الصخرية. بعض هذه المقابر مثل التي في نوث وداوث، معالم صخرية صخمة وكثير منهم مثل المقابر ذات الممرات من نيوغرانغ، كانت مرتبة فلكيا. تم تحديد أربعة أنواع رئيسية من المقابر الصخرية الايرلندية: الدولمينات، كاوت كيرنز،  المقابر ذات الممرات والمقابر على شكل الإسفين. في لينستر ومونستر تم العثور على أفراد ذكور بالغين مدفونين في هياكل حجرية تسمى سيستس تحت تلال ترابية وكانت مصحوبة بفخار مميز ومزين. هذه الثقافة على ما يبدو ازدهرت وأصبحت الجزيرة أكثر كثافة سكانية. بالقرب من نهاية العصر الحجري الحديث تطورت أنواع جديدة من الآثار، مثل الأسوار والأخشاب الدائرية والأحجار والحفر الدائرية.
العصر البرونزي، الذي جاء إلى أيرلندا حوالي عام 2000 قبل الميلاد، شهد إنتاج صياغة الذهب والبرونز في شكل حلي وأسلحة وأدوات. كانت هناك حركة ابتعاد عن بناء المقابر الصخرية إلى دفن الموتى في سيست حجري صغيرأو حفر بسيطة، التي يمكن أن تقع في المقابر أو في الأرض عموما أو تلال حجرية مبنية خصيصا والمعروفة باسم  الجثوات. بمرور الوقت، أفسحت طريقة الدفن البشرية الطريق لطريقة الحرق وبحلول منتصف العصر البرونزي، البقايا غالبا ما كانت توضع تحت جدار دفن ضخم.

### العصر الحديدي

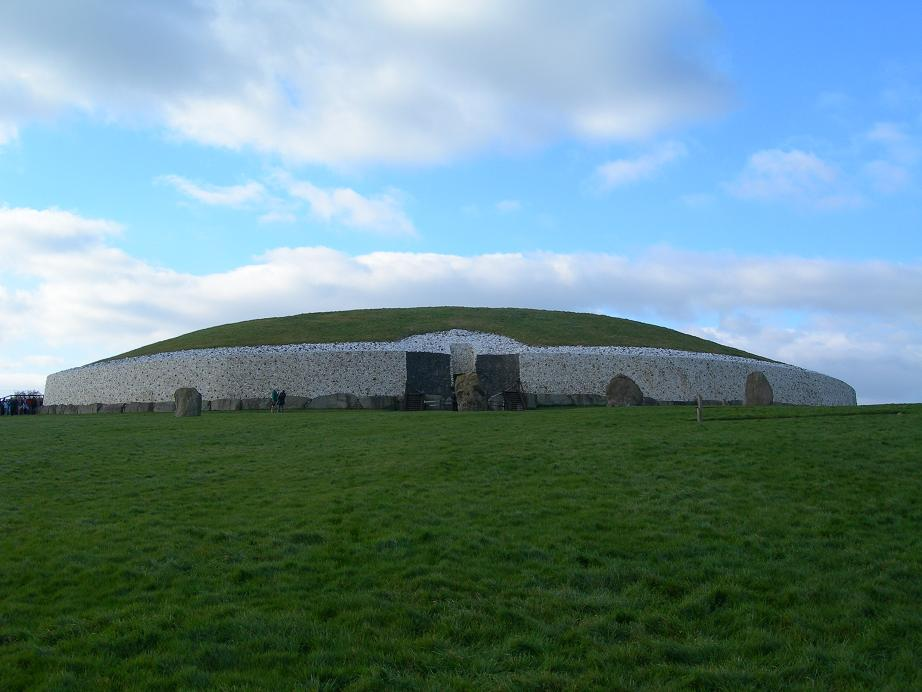
نيوغرانغ والتي بنيت 3200 قبل الميلاد، هي مقبرة ذات ممرات تقع في (برو نا بوان).

العصر الحديدي في أيرلندا بدأ حوالي عام 600 قبل الميلاد. الفترة من بداية العصر الحديدي وحتى الفترة التاريخية (431 م) شهدت تسلل تدريجي من مجموعات صغيرة من الناس الناطقة بالسلتيكية في أيرلندا،  مع العثور على متعلقات لنظام الحياة السلتيكي القاري على الأقل في الجزء الشمالي من الجزيرة بحلول حوالي 300 قبل الميلاد. نتيجة المزج التدريجي بين السلتيك وثقافات الشعوب الأصلية من شأنه أن يؤدي إلى ظهور الثقافة الغالية قبل حلول القرن الخامس. أيضا خلال القرن الخامس ستبدأ في الظهور ممالك: أرجيالا، أولايد، مايد، مومهين، لايجين (انظر الممالك القديمة في أيرلندا). ازدهرت ثقافة غنية داخل هذه الممالك. المجتمع في هذه الممالك كانت تسيطر عليه الطبقة العليا والتي تتكون من المحاربين الأرستقراطيين والناس المتعلمين الذين ربما شملوا  الكهنة.
أدرك اللغويون من القرن السابع عشر وما بعده أن اللغة التي يتحدث بها هؤلاء الناس -اللغات الجودية - كانت فرعا من اللغات الكلتية. هذا عادة ما يتم تفسيره بأنه نتيجة مباشرة للغزوات  الكلتية من القارة. ولكن أبحاث أخرى قد افترضت أن الثقافة نمت تدريجيا وبشكل مستمر وأن إدخال اللغة الكلتية وعناصر الثقافة الكلتية قد يكون نتيجة التبادل الثقافي مع المجموعات الكلتية في غرب القارة الأوروبية من العصر الحجري الحديث إلى العصر البرونزي.
الفرضية بأن السكان الأصليين في أواخر العصر البرونزي استوعبوا تدريجيا التأثيرات الكلتية تم تأيدها مؤخرا عن طريق بعض الأبحاث الجينية.
الرومان كانوا يشيرون إلى ايرلندا باسم هيبرنيا. قام  بطليموس في عام 100 ميلاديا، بتسجيل في جغرافيا وقبائل أيرلندا. أيرلندا لم تكن أبدا جزءا من الإمبراطورية الرومانية، ولكن التأثيرات الرومانية كثيرا ما كانت تتجاوز حدود الامبراطورية.  تاسيتوس كتب أن أميرا أيرلنديا منفيا كان مع أغريقولا في بريطانيا الرومانية وأنه سيعود للاستيلاء على السلطة في أيرلندا. جوفينال يخبرنا أن الأسلحة الرومانية تم أخذها من خلف الشواطئ الأيرلندية. في السنوات الأخيرة افترض بعض الخبراء أن القوات الرومانية-الغالية (أو ربما حتى القوات الرومانية النظامية) شنت نوعا من الغزو حوالي عام 100 ميلاديا،  ولكن العلاقة الدقيقة بين روما والسلالات والشعوب من هيبرنيا لا يزال غير واضح.
الاتحادات الأيرلندية (سكوتي) هاجمت وبعضها استقر في بريطانيا خلال المؤامرة الكبرى من عام 367. على وجه الخصوص، دالريادا استقرت في غرب اسكتلندا وفي  الجزر الغربية.

## بداية أيرلندا المسيحية (400-800)

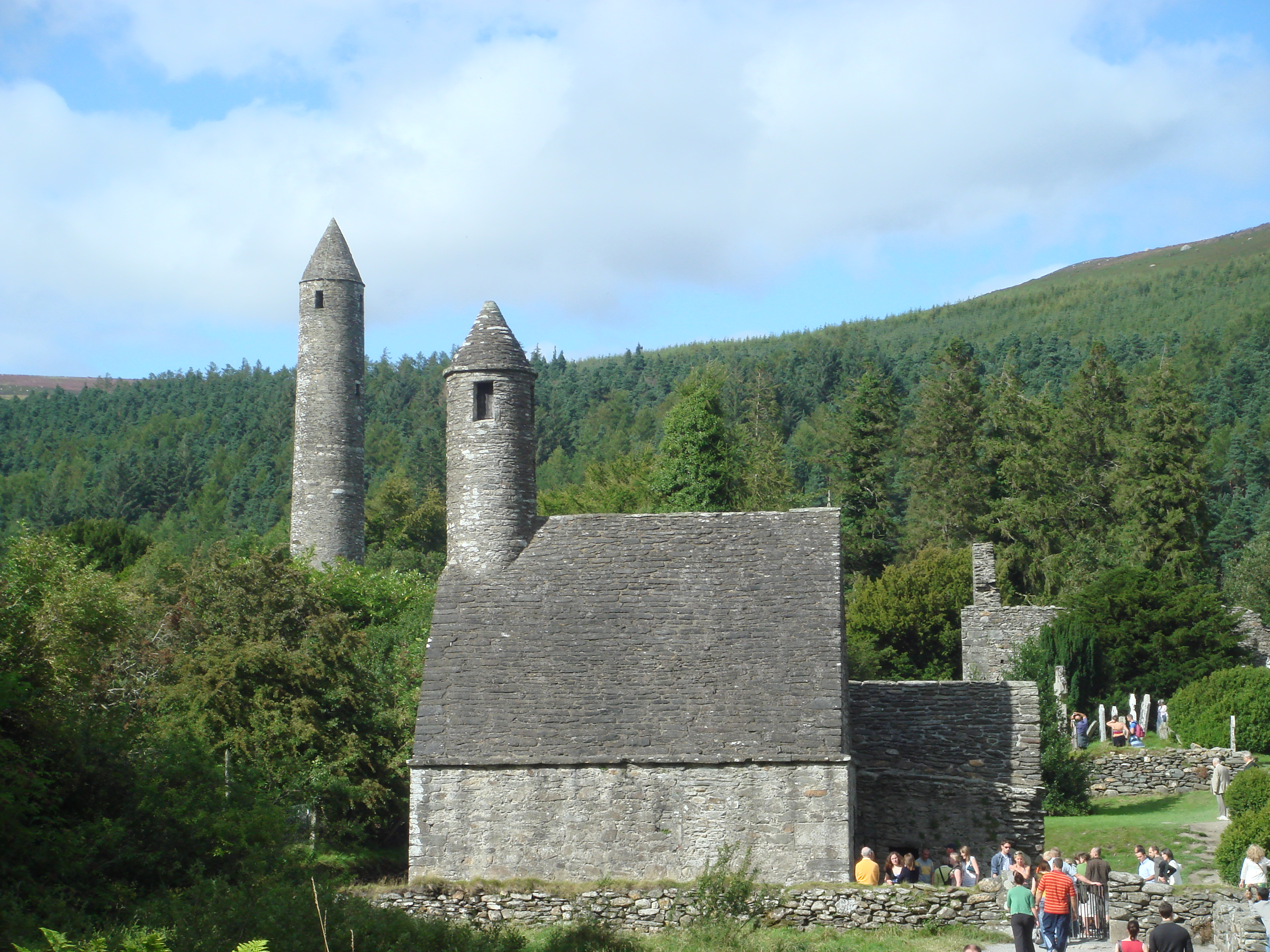
دير كيفن في جليندالوف بمقاطعة ويكلاو

القرون الوسطى من الألف الأول الميلادي شهدت تغييرات كبيرة في أيرلندا. سياسيا ما يبدو انه كان تركيزا على عصور ما قبل التاريخ على الانتماء القبلي تم استبداله في القرن الثامن من قبل السلالات الحاكمة في ممالك الجزيرة. حيث اختفت كثير من الممالك والشعوب القوية السابقة. القراصنة الأيرلنديين ضربوا في جميع أنحاء الساحل الغربي من بريطانيا بنفس الطريقة التي سيهجم بها الفايكنج في وقت لاحق على أيرلندا. بعض هذه الممالك تأسست جديدا في بيكتلاند و  في أجزاء من كورنوال، ويلز، كومبريا ولكن بدرجة أقل. الأتاكوتي من جنوب لينستر ربما قد خدموا في الجيش الروماني من منتصف إلى أواخر القرن الثالث الميلادي.
ربما كان بعض من عادوا إلى ديارهم كمرتزقة أغنياء أو تجار أو عبيد سُرقوا من بريطانيا أو بلاد الغال هم من جلبوا الإيمان المسيحي إلى أيرلندا. فبعض المصادر القديمة تدعي وجود المبشرين النشطين في جنوب أيرلندا قبل وقت طويل من القديس باتريك. مهما كان الطريق -وقد كان هناك عدة طرق غالبا- فإن هذا الإيمان كان له أعمق تأثير على الأيرلنديين.
التقليد يخبرنا بأنه في 432 ميلاديا، وصل  القديس باتريك إلى الجزيرة وفي السنوات التي تلت ذلك، عمل على تحويل الأيرلنديين إلى المسيحية. كتاب اعترافات القديس باتريك والمكتوب باللاتينية، كتبه القديس نفسه والذي يعتبر أوائل الوثائق الأيرلندية التاريخية. حيث يعطي الكتاب بعض المعلومات عن القديس. من ناحية أخرى، وفقا إلى ازدهار بوردو فإن المؤرخ المعاصر باليدوس تم إرساله إلى أيرلندا من قبل البابا في عام 431 «كأول أسقف للأيرلنديين المؤمنين بالمسيح»، مما يدل على أنه كان هناك بالفعل مسيحيون يعيشون في أيرلندا. يبدو أن باليدوس عمل كما يجب كأسقف للأيرلنديين المسيحيين في مملكتي لينستر وميث، بينما باتريك – الذي قد يكون قد وصل في وقت متأخر من عام 461 – عمل أولا وقبل كل شيء مبشرا للوثنيين الأيرلنديين في أكثر الممالك النائية في أولستر وكوناكت.

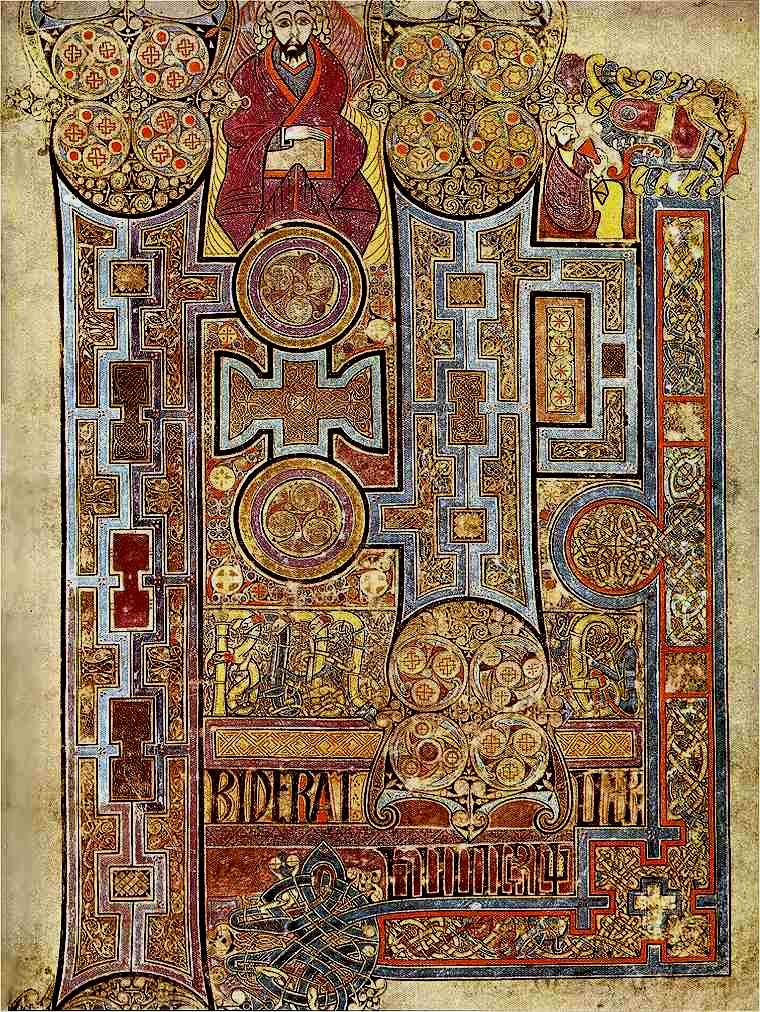
صفحة من كتاب كيلز الذي يفتتح إنجيل يوحنا

ينسب الفضل غالبا إلى باتريك  في الحفاظ على تدوين القوانين الأيرلندية وتغيير فقط تلك التي تتعارض مع الممارسات المسيحية. كان له الفضل أيضا في إدخال الأبجدية الرومانية، والتي مكنت الرهبان الأيرلنديين من الحفاظ على أجزاء واسعة من الأدب الشفوي. حقيقة هذه الادعاءات لا تزال موضع نقاش ولا يوجد دليل مباشر يربط باتريك مع أي من هذه الإنجازات. أسطورة باتريك - كما يشير إليه العلماء - وضعت بعد قرون من وفاته.[بحاجة لمصدر]
برع العلماء الأيرلنديون في تعلم دراسة اللاتينية واللاهوت المسيحي في الأديرة التي ازدهرت بعد ذلك بوقت قصير. حيث نشر  المبشرون من أيرلندا إلى إنجلترا وأوروبا القارية خبر ازدهار التعلم، وأتى العلماء من الأمم الأخرى إلى الأديرة الأيرلندية. تميز وعزلة هذه الأديرة ساعد في الحفاظ على تعلم اللاتينية خلال أوائل العصور الوسطى. ازدهرت فترة  الفن الجزيري، وخاصة في مجال المخطوطات المذهبة، أعمال المعادن، والنحت كما أنتجت كنوزا مثل كتاب كيلز، كأس أدراج، و العديد من الصلبان الحجرية المنحوتة  التي تنتشر في الجزيرة. الأسلوب الجزيري كان عنصرا حاسما في تشكيل الأساليب  الرومانسية و القوطية في جميع أنحاء أوروبا الغربية. المواقع التي تعود إلى هذه الفترة تشمل كلوشانز، رينجفورتس و حصون الرعن.
وقعت أول مشاركة إنجليزية في أيرلندا في هذه الفترة. توليليز، راث ميلسيجي و ماج إيو نا ساكسين تم تأسيسهم جميعا بحلول عام 670 ميلاديا للطلاب الإنجليز الذين يرغبون في الدراسة أو العيش في أيرلندا. في صيف 684، تم إرسال قوات المشاة الإنجليزية بواسطة الملك  نورثمبريا ملك  إغفريث والتي داهمت مرسى البريقة.

## أوائل العصور الوسطى وعصر الفايكينغ (800-1166)

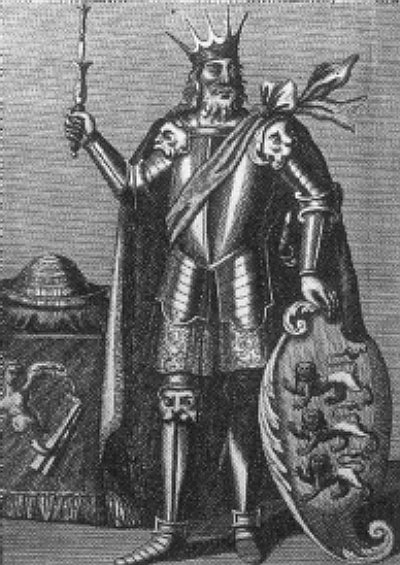
بريان بورو، البطل الأيرلندي الذي حارب الفايكنج

أول السجلات عن غارات  الفايكنغ في التاريخ الأيرلندي وقعت في عام 795 ميلاديا عندما قام الفايكنج من النرويج بنهب الجزيرة. غارات الفايكنغ المبكرة كانت عموما تسير بخطى سريعة وصغيرة في الحجم. هذه الغارات المبكرة أوقفت العصر الذهبي للثقافة الأيرلندية المسيحية و أصبحت بداية قرنين من الحروب المتقطعة مع موجات من الغزاة الفايكنغ الذين نهبوا الأديرة والمدن في جميع أنحاء أيرلندا. معظم هؤلاء الغزاة المبكرين جاءوا من غرب النرويج.
كان الفايكنج بحارة خبراء حيث سافروا في سفن طويلة، وبحلول 840 ميلاديا، كانوا قد بدأوا في إنشاء المستوطنات على طول السواحل الأيرلندية وقضاء أشهر الشتاء هناك. أسس الفايكنج المستوطنات في العديد من الأماكن؛ أشهرها في دبلن.  تظهر السجلات المكتوبة من هذا الوقت (حوالي 840 ميلاديا) أن الفايكنج كانوا يتحركون نحو الداخل للهجوم (في كثير من الأحيان باستخدام الأنهار) ومن ثم التراجع إلى المقرات الساحلية.

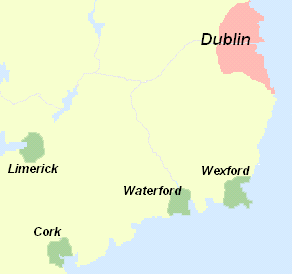
خريطة تبين مستوطنات الفايكنغ في أيرلندا

في 852 ميلاديا استقر الفايكنج في خليج دبلن وأنشأوا قلعة. بعد عدة أجيال نشأت مجموعة مختلطة من الأيرلنديين والعرق الإسكندنافي، الذين عُرفوا باسم غال-جيلز، '(غال هي كلمة أيرلندية قديمة وتعني الأجنبي).
في عام 902 ميلاديا تم طرد الفايكنج من أيرلندا بواسطة الملك الأيرلندي موريكان. حيث سمح لهم من قبل الساكسونيين من الاستقرار في ويرال، إنجلترا، ولكن سيعودون في وقت لاحق للاستيلاء على دبلن.
ومع ذلك، لم يحقق الفايكنج أبدا الهيمنة الكاملة على أيرلندا حيث كانوا في كثير من الأحيان يقاتلون ضد ومع ملوك أيرلنديين مختلفين. معركة كلونتارف في عام 1014 بدأت تراجع قوة الفايكنغ في أيرلندا ولكن المدن التي أسسها الفايكنج استمرت في الازدهار التجاري وأصبحت جزءا هاما من الاقتصاد الأيرلندي.

## أيرلندا النورمانية (1168-1535)

### وصول النورمان

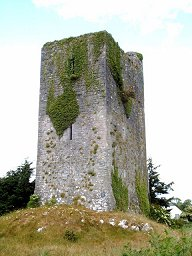
برج منزلي بالقرب من "كوين"، مقاطعة كلير. وحد النورمان وجودهم في أيرلندا من خلال بناء مئات القلاع والأبراج مثل هذا.

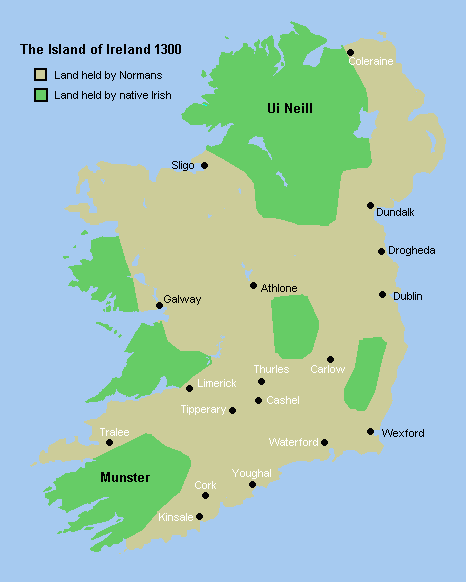
مدى سيطرة النورمان على أيرلندا في 1300

بحلول القرن الثاني عشر، كانت أيرلندا مقسمة سياسيا إلى تحويل هرمي من الممالك الصغيرة والممالك القائمة على أنقاض ممالك سابقة. كانت السلطة تمارس من قبل رؤساء بعض السلالات الإقليمية التي تتنافس ضد بعضها البعض من أجل السيطرة على الجزيرة بأكملها. واحد من هؤلاء الرجال، الملك دارميت ماك مورشادا من لينستر والذي أطيح به قسرا بواسطة الملك الجديد روادري ماك تاريديلباخ من غرب مملكة كوناكت. بهروبه إلى أكيتين، حصل  دارميت على إذن من هنري الثاني لتوظيف فرسان  نورمان لاستعادة مملكته. هبط أول فارس نورماني في أيرلندا عام 1167، تلته القوات الرئيسية للنورمان، الويلزيين والفلاندر. عدة مقاطعات تم استعادة السيطرة عليها لصالح دارميت الذي عين ابنه، النورماني ريتشارد دي كلير المعروف باسم سترونجباو، وريثا له المملكة. هذا أزعج الملك هنري الذي خاف من إنشاء دولة نورمانية منافسة له في أيرلندا. لذلك فقد قرر إنشاء سلطته.

مع سلطة البابوي لودابيليتر من أدريان الرابع، هبط هنري مع أسطول كبير في وترفورد في عام 1171، ليصبح أول ملك لإنجلترا تطأ قدماه الأراضي الايرلندية. قام هنري بمنح الأراضي الأيرلندية إلى ابنه الاصغر جون مع العنوان Dominus Hiberniae («سيد أيرلندا»). عندما أخذ جون مكان أخيه بشكل غير متوقع ليصبح  الملك جون في إنجلترا، سقطت «سلطة أيرلندا» مباشرة تحت التاج الإنجليزي.

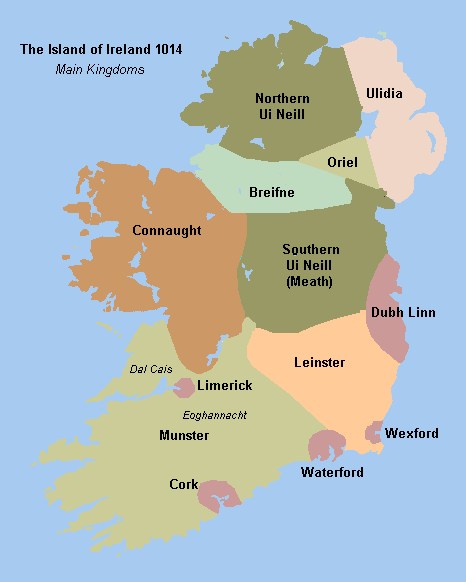
أيرلندا في 1014: مجموعة من الممالك المتناحرة

### سلطة أيرلندا
في البداية سيطر النورمان على كامل الساحل الشرقي من وترفورد إلى   أولستر الشرقية، وتوغلوا مسافة كبيرة نحو الداخل أيضا. المقاطعات كان يحكمها العديد من الملوك الصغار. أول ملك لأيرلندا كان الملك جون، الذي زار أيرلندا في 1185 و 1210 وساعد في توطيد المناطق التي يسيطر عليها النورمان، مع ضمان أن الكثير من الملوك الأيرلنديين  يقسمون بالولاء له.
طوال القرن الثالث عشر كانت سياسة الملوك الإنجليز هي إضعاف قوة الملوك النورمان في أيرلندا. على سبيل المثال الملك جون شجع هيو دي لاسي إلى زعزعة استقرار ومن ثم الإطاحة بملك أولستر، قبل تعيينه أول إيرل لأولستر. عانى مجتمع النورمان الأيرلنديين المجتمع سلسلة من الغزوات التي حدت من انتشارهم واستقرارهم وسلطتهم. السياسة والأحداث في أيرلندا الغيلية ساعدت على سحب المستوطنين أعمق في الأراضي الأيرلندية.

### عودة الغيلية وانحسار النورمان

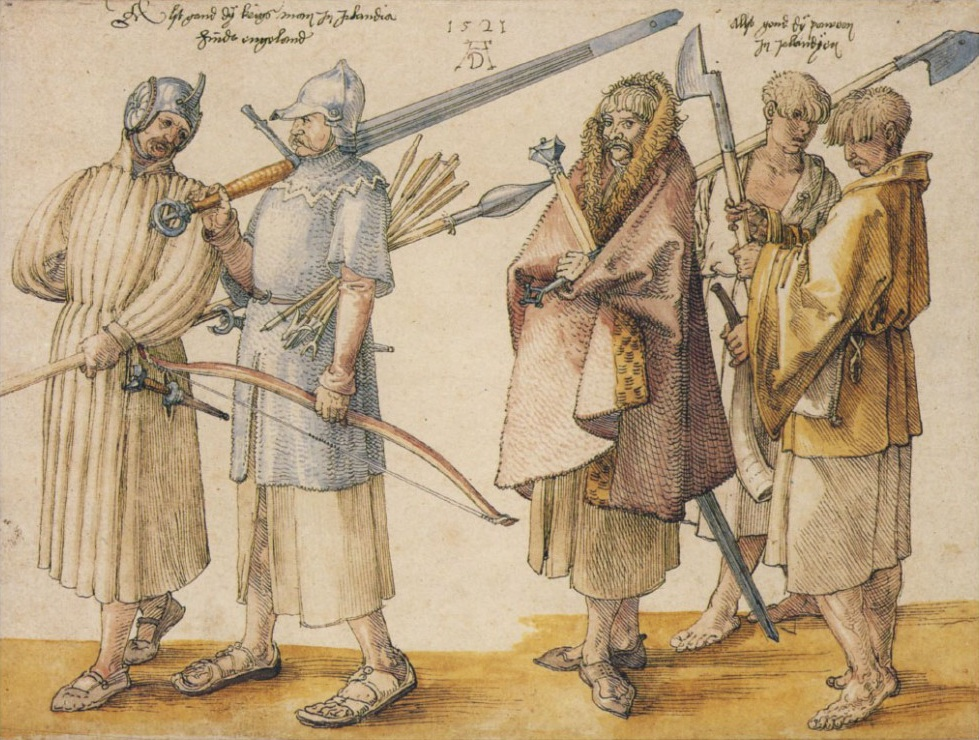
جنود أيرلنديين عام 1521 – بواسطة ألبرخت دورر.

بحلول 1261 ضعف النورمان كان قد أصبح واضحا عندما هزم فنين ماكآرثي الجيش النورماني في معركة كالان. استمرت الحرب بين الأمراء والإيرلات لمدة 100 سنة، مما سبب الكثير من الدمار، خصوصا حول دبلن. في هذا الوضع الفوضوي استرد اللوردات المحليين الأيرلنديين مساحات كبيرة من الأراضي التي فقدتها عائلاتهم منذ الغزو وعقدوا عليها بعد انتهاء الحرب.
وصل  الموت الأسود (الطاعون) إلى أيرلندا في عام 1348. ولأن معظم الإنجليز والسكان النورمان في أيرلندا كانوا يعيشون في المدن والقرى، فقد ضربهم الطاعون أقوى حتى مما ضرب السكان الأصليين، الذي كانوا يعيشون في مستوطنات ريفية أكثر تشتتا. بعد أن مر الطاعون، عادت العادات واللغة الغيلية الأيرلندية للسيطرة على البلاد مرة أخرى. انكمشت الأراضي التي كان يسيطر عليها الإنجليز إلى منطقة محصنة حول دبلن، ولم يكن لها سوى سيطرة طفيفة خارجا.
بحلول نهاية القرن الخامس عشر كانت السلطة المركزية الإنجليزية في أيرلندا قد اختفت تقريبا. اهتمامات إنجلترا تم تحويلها نحو  حرب الوردتين. كانت  سلطة أيرلندا في أيدي الفيتزجيرالد القوي إيرل كيلدير، الذي سيطر على البلد بالقوة العسكرية والتحالفات مع أمراء العشائر الايرلنديين. في جميع أنحاء البلاد، اللوردات الغاليين المحليين قاموا بتوسيع صلاحياتهم على حساب الحكومة الإنجليزية في دبلن ولكن قوة حكومة دبلن انحسرت بشكل خطير بعد إدخال قانون بورنينجس في عام 1494. وفقا لهذا القانون تم وضع البرلمان الإيرلندي تحت سيطرة برلمان المملكة المتحدة.

## أوائل أيرلندا الحديثة (1536-1691)

### الغزو والتمرد
من عام 1536، قرر  هنري الثامن أن يغزو أيرلندا وأن يجعلها تحت حكم التاج الملكي. سلالة فيتزجيرالد من كيلدير، التي كانت قد أصبحت الحاكم الفعلي لأيرلندا في القرن الخامس عشر، كانت قد أصبحت حلفاء لملوك تيودور غير موثوق بهم. حيث قاموا بدعوة قوات  برغنديون إلى دبلن لتتويج من  أسرة يورك،  لامبرت سيمنل  ملكا لإنجلترا في عام 1487. مرة أخرى في 1536، سيلكين توماس فيتزجيرالد قاد تمردا علنيا ضد التاج. وبعد إخماد هذا التمرد، هنري قرر جلب أيرلندا تحت سيطرة الحكومة الإنجليزية حتى لا تصبح الجزيرة قاعدة لثورات مستقبلية أو غزوات أجنبية لإنجلترا. في عام 1541 قام برفع أيرلندا من سيادة إلى  مملكة كاملة. ثم تم إعلان هنري ملكا لأيرلندا في اجتماع البرلمان الأيرلندي لذلك العام. وكان هذا أول اجتماع البرلمان الإيرلندي يحضره مشايخ الغيلية الأيرلندية  وكذلك الأيرلنديون النورمان الأرستقراطيون. مع تأسيس الحكومة في المكان، كانت الخطوة التالية أن تمتد السيطرة الإنجليزية على مملكة أيرلندا بالسيطرة على كل أراضيها. هذا استغرق ما يقرب من قرن من الزمان، مع مختلف الإدارات الإنجليزية إما بالتفاوض أو القتال مع الأيرلنديين المستقلين أو اللوردات الإنجليز السابقين. الأرمادا الإسبانية في أيرلندا تكبدت خسائر فادحة خلال موسم العواصف الاستثنائي في خريف عام 1588. وكان بين الناجين الكابتن فرانسيسكو دي كوييار، الذي أعطى اعتبارا ملحوظا من تجاربه من العمل في أيرلندا.
إعادة الفتح تم الانتهاء منه خلال عهود كل من إليزابيث وجيمس الأول بعد العديد من الصراعات الوحشية. بعد هذه النقطة، السلطات الإنجليزية في دبلن تحكمت بالكامل على أيرلندا للمرة الأولى، لتؤسس حكومة مركزية على الجزيرة بأكملها، ونجحت في نزع سلاح اللوردات الأصليين. إلا أن الإنجليز لم ينجحوا في تحويل الكاثوليكية الأيرلندية إلى البروتستانتية والأساليب الوحشية المستخدمة من قبل سلطة التاج (بما في ذلك اللجوء إلى الأحكام العرفية) لجلب البلاد تحت سيطرة الإنجليز، رفعت الاستياء من الحكم الإنجليزي.
من منتصف القرن السادس عشر إلى أوائل القرن السابع عشر، نفذت حكومات التاج الملكي سياسة مصادرة الأراضي والاستعمار المعروفة باسم التزارع. المستعمرين البروتستانتيينا الاسكتلنديين والإنجليز تم إرسالهم إلى محافظات  مونستر،  أولستر ومقاطعات   لاويس وأوفالي. هؤلاء المستوطنون البروتستانت حلوا محل ملاك الأراضي الأيرلنديين الكاثوليك الذين تمت إزالتهم من أراضيهم. هؤلاء المستوطنون شكلوا الطبقة الحاكمة في الإدارات البريطانية  المعينة في أيرلندا في المستقبل. قوانين عقوبات متعددة، التي تستهدف الكاثوليك والمعمدانيين والأتباع أدخلت لتشجيع التحويل إلى إنشاء كنيسة أيرلندا (الأنجليكية).

### الحروب وقوانين العقوبات

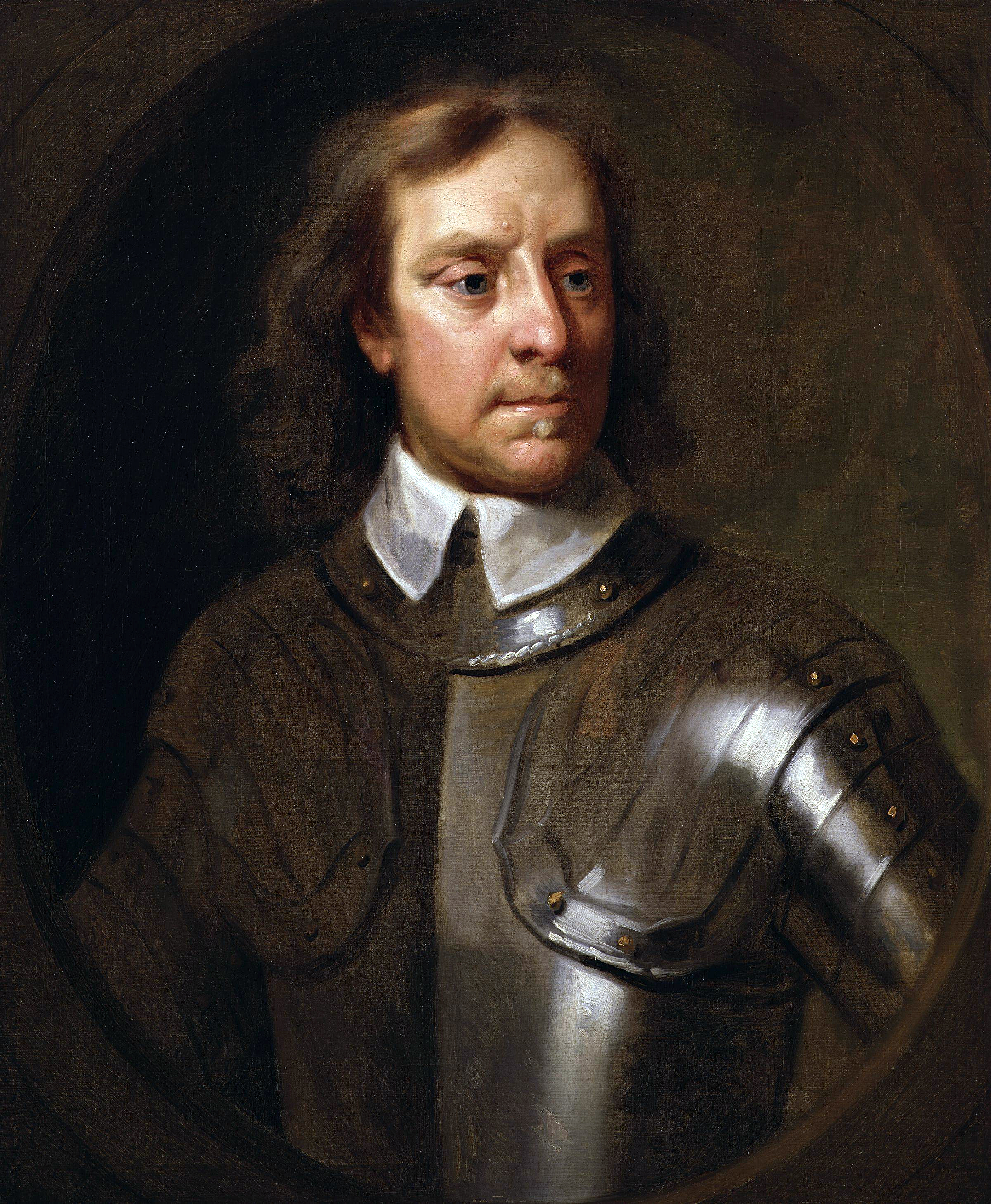
بعد تمرد أيرلندي كاثوليكي شديد على نحو غير عادي وحرب أهلية، أوليفر كرومويل وبالنيابة عن الكومنولث الإنجليزي، أعاد غزو أيرلندا بالغزو الذي استمر من 1649 إلى 1651. تحت حكومة كرومويل، ملكية الأراضي في أيرلندا تم نقلها بأغلبية ساحقة إلى الجنود البروتستانت والمتعهدين التجاريين لدفع ثمن الحرب.

كان القرن السابع عشر ربما الأكثر دموية في تاريخ أيرلندا. فترتين من الحرب (1641-53 و 1689-91) تسببت في خسائر كبيرة في الأرواح. في نهاية المطاف تم تطبيق نزع ملكية معظم الأيرلنديين الكاثوليك للأراضي، وخضعوا إلى قوانين العقوبات.
خلال القرن السابع عشر كانت أيرلندا تنتفض من  أحد عشر عاما من الحرب، بدءا من تمرد 1641 عندما ثار الأيرلنديون الكاثوليك ضد هيمنة المستوطنين البروتستانت الإنجليز. النبلاء الكاثوليك بإيجاز حكموا البلاد تحت اسم  الحلف الأيرلندي الكاثوليكي (1642-1649) على خلفية حروب الممالك الثلاث حتى استعاد  أوليفر كرومويل أيرلندا في 1649-1653 بالنيابة عن  الكومنولث الإنجليزي. غزو كرومويل الفتح كان المرحلة الأكثر وحشية من الحرب. بنهايتها، ما يصل إلى ثلث سكان أيرلندا قبل الحرب كانوا قد ماتوا أو في المنفى. انتقاما من تمرد 1641، الأراضي الأفضل جودة المتبقية والمملوكة من قبل الأيرلنديين الكاثوليك صودرت وتم إعطاؤها للمستوطنين البريطانيين. كما تم نقل عدة مئات من ملاك الأراضي من السكان الأصليين إلى كوناكت.

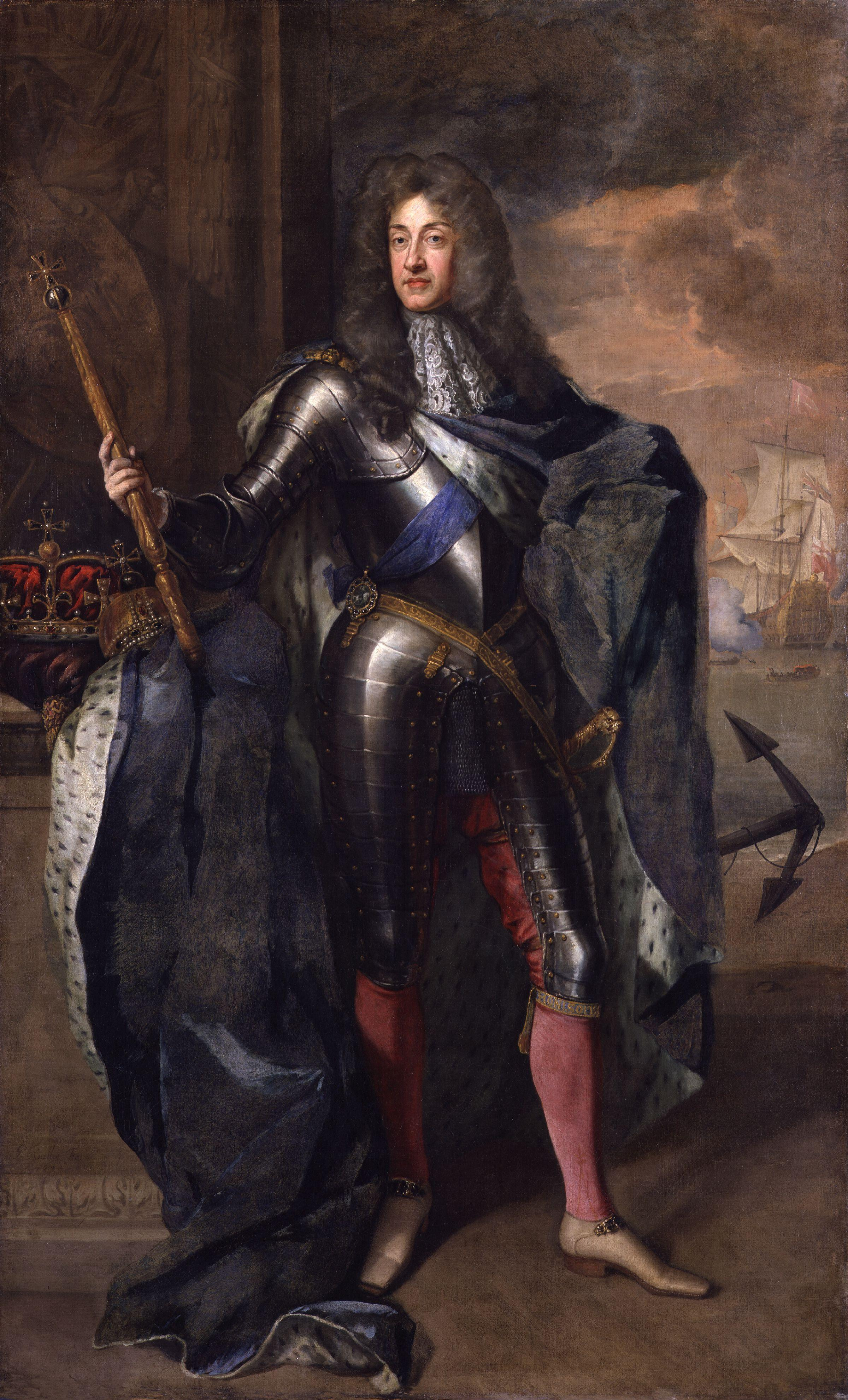
صورة جيمس الثاني ملك إنكلترا بواسطة السير جودفري نيلير.
بعد ذلك بأربعين عاما، الأيرلنديون الكاثوليك المعروفين باسم «جاكوبايتس» قاتلوا من أجل جيمس من 1688 إلى 1691، لكنهم فشلوا في إعادة جيمس إلى عرش أيرلندا وانكلترا واسكتلندا.

أيرلندا أصبحت ساحة المعارك الرئيسية بعد الثورة المجيدة من عام 1688، عندما غادر الكاثوليكي جيمس الثاني لندن وأحل البرلمان الإنجليزي محله  وليام الثالث ملك انجلترا. قام الكاثوليك الأيرلنديين الأكثر ثراء بدعم جيمس في محاولته لعكس قوانين العقوبات ومصادرة الأراضي، في حين دعم البروتستانت وليام وماري في «الثورة المجيدة» للحفاظ على ممتلكاتهم في البلاد. جيمس وويليام قاتلوا من أجل مملكة أيرلندا في حرب وليامايت، وأشهرها في معركة بوين في عام 1690، حيث تمت هزيمة قوات جيمس المتفوقة عدديا.

#### العمل القسري
من الخامس عشر إلى القرن الثامن عشر، تم نقل السجناء الأيرلنديين، الإنجليز، الاسكتلنديين والويلزيين السجناء إلى معسكرات العمل القسري في منطقة البحر الكاريبي كأعمال شاقة طوال مدة العقوبة. أرقام أكبر حتى جاءوا طوعا أو كخدم. في القرن الثامن عشر تم إرسالهم إلى المستعمرات الأمريكية وفي أوائل القرن التاسع عشر إلى أستراليا.  نزع الإنجليز الإنسانية عن الأيرلنديين، حيث وصفوهم بأنهم «متوحشين»، حتى يظهروا نزوحهم مبررا. في 1654 أعطى البرلمان البريطاني  أوليفر كرومويل الإذن لإبعاد الأيرلنديين «الغير مرغوب فيهم». جمع كرومويل الكاثوليك في جميع أنحاء الريف الايرلندي ووضعهم على السفن المتجهة إلى البحر الكاريبي، أساسا جزيرة بربادوس. بحلول 1655 كان قد تم شحن 12000 من السجناء السياسيين قسرا إلى بربادوس إلى العبودية.

## سطوة البروتستانت (1691-1801)
الغالبية العظمى من الناس في أيرلندا كانوا فلاحين كاثوليك؛ كانوا فقراء جدا وخاملين سياسيا إلى حد كبير خلال القرن الثامن عشر، حيث أن العديد من قادتهم اعتنقوا البروتستانتية لتجنب العقوبات الاقتصادية والسياسية الشديدة. ومع ذلك، فقد كان هناك صحوة ثقافية كاثوليكية جارية. كان هناك اثنين من الجماعات البروتستانتية. المشيخية في أولستر في الشمال كانوا يعيشون في ظروف اقتصادية أفضل، ولكن عمليا لم يكن لهم أي سلطة سياسية. السلطة كانت في يد مجموعة صغيرة من الأسر الأنجلو-أيرلندية  الذين كانوا موالين للكنيسة الأنجليكية الأيرلندية. كانوا يملكون الجزء الأكبر من الأراضي الزراعية، حيث كان يتم إنجاز العمل بواسطة الفلاحين الكاثوليك. العديد من هذه الأسر عاشوا في إنجلترا وكانوا ملاك غائبين حيث كان ولاؤهم أساسا إلى إنجلترا. الأنجلو-أيرلنديون الذي عاشوا في أيرلندا أصبحوا يعرفون على نحو متزايد بالقوميين الأيرلنديين، وكانوا يشعرون بالاستياء من السيطرة الإنجليزية على جزيرتهم. المتحدثين باسمهم، مثل جوناثان سويفت وإدموند بيرك، سعوا نحو المزيد من السيطرة المحلية.
انتهت مقاومة حركة  اليعقابة في ايرلندا أخيرا بعد معركة أوجريم في تموز / يوليه عام 1691. قوانين العقوبات التي كانت قد خففت إلى حد ما بعد تعزيز الاستعادة بقوة أكبر بعد هذه الحرب، حيث سيادة الأطفال  الأنجلو-أيرلنديين أرادوا ضمان أن الأيرلنديين الكاثوليك لن يكونوا في وضع يمكنهم من تكرار الثورات. عقدت السلطة بوجود 5% بروتستانت الذين كانوا ينتمون إلى كنيسة أيرلندا. حيث سيطروا على جميع القطاعات الرئيسية من الاقتصاد الأيرلندي، الجزء الأكبر من الأراضي الزراعية،
النظام القانوني، الحكومة المحلية وشكلوا أغلبية كبيرة في كل من مجلسي البرلمان الإيرلندي. حيث كانوا لا يثقون بمشيخية أولستر على الإطلاق،  حيث كانوا مقتنعين أن الكاثوليك ينبغي أن يكون لهم الحد الأدنى من الحقوق. لم يكن لديهم كامل السيطرة السياسية لأن الحكومة في لندن كان لها السلطة العليا وعاملت أيرلندا كمستعمرة متخلفة. عندما ثارت المستعمرات الأمريكية في 1770، انتزعت السيادة عدة تنازلات من أجل تعزيز قوتها. لكنهم لم يطلبوا الاستقلال لأنهم كانوا يعرفون أنهم كانوا أقل عدديا بشكل كبير وفي نهاية المطاف اعتمدوا على الجيش البريطاني لضمان أمنهم.
تفاقم العداء الأيرلندي اللاحق تجاه إنجلترا من جراء الوضع الاقتصادي في أيرلندا في القرن الثامن عشر. حيث حكم بعض الملاك الغائبين عقاراتهم بدون كفاءة والمواد الغذائية مالت إلى أن يتم إنتاجها للتصدير وليس للاستهلاك المحلي. اثنين من أشد فصول الشتاء برودة  قرب نهاية العصر الجليدي الصغير أدوا مباشرة إلى مجاعة بين 1740 و1741 والتي قتلت حوالي 400,000 شخص وتسببت في مغادرة أكثر من 150,000 أيرلندي الجزيرة. وبالإضافة إلى ذلك، نقصت الصادرات الأيرلندية بسبب أعمال الملاحة من 1660 التي وضعت الرسوم الجمركية على المنتجات الأيرلندية التي تدخل إنجلترا، ولكنها عفت السلع الإنجليزية من الرسوم الجمركية عند دخول ايرلندا. على الرغم من هذا فقد كان القرن الثامن عشر سلمية نسبيا في معظمه بالمقارنة مع القرنين السابقين، فتضاعف عدد السكان إلى أكثر من أربعة ملايين.
بحلول القرن الثامن عشر، كانت الطبقة الحاكمة  الأنجلو-أيرلندية تعتبر أيرلندا، وليس إنجلترا كبلدهم الأصلي. حيث سعى فصيل برلماني بقيادة هنري غراتان لظروف أكثر مواتاة في العلاقات التجارية مع بريطانيا العظمى من أجل استقلال تشريعي أكبر للبرلمان الأيرلندي. بيد أن الإصلاح في أيرلندا توقف على المزيد من المقترحات الجذرية نحو الأيرلنديين الكاثوليك. أصبح هذا واقعا جزئيا في عام 1793، ولكن الكاثوليك ما زالوا غير قادرين على أن يكونوا أعضاء في البرلمان الأيرلندي، أو أن يصبحوا مسؤولين حكوميين. بعضهم انجذب إلى أمثلة أكثر عسكرية مثل  الثورة الفرنسية عام 1789.
واجه الأتباع والمنشقين أيضا الاضطهاد وإن كان على نطاق أضيق، وفي عام 1791 عقد مجموعة من الأفراد البروتستانت المنشقين الاجتماع الأول لما سيصبح لاحقا مجتمع الأيرلنديين المتحدين. في الأصل سعوا إلى إصلاح البرلمان الإيرلندي الذي كان يسيطر عليه أولئك الذين ينتمون إلى الدولة الكنيسة الكاثوليكية، كما سعوا إلى التحرر؛ والمساعدة على إزالة الدين من السياسة. عندما بدت مثلهم بعيدة المنال أصبحوا أكثر تصميما على استخدام القوة لإسقاط الحكم البريطاني وتأسيس جمهورية غير طائفية. توج نشاطهم بالثورة الأيرلندية 1798، التي تم قمعها دمويا.
كانت أيرلندا مملكة منفصلة يحكمها الملك جورج الثالث ملك بريطانيا ، والذي وضع سياسة أيرلندا من خلال تعيينه السيد ملازم أيرلندا أو الوالي. عمليا، الوالي كان يعيش في إنجلترا بينما الشؤون في الجزيرة كانت تسيطر عليها إلى حد كبير نخبة من البروتستانت الايرلنديين المعروفة باسم «المتعهدين.» تغير النظام في 1767، مع تعيين سياسي إنجليزي والذي أصبح واليا قويا جدا. جورج تونشند من 1767 إلى 1772 والذي كان يقيم في قلعة دبلن. تمتع تاونسند بدعم قوي من كل من الملك ومجلس الوزراء البريطاني في لندن، وجميع القرارات الكبرى كانت في الأساس تتم في لندن. اشتكت السطوة في أيرلندا وفعلوا سلسلة من القوانين الجديدة في سنة 1780 التي جعلت البرلمان الإيرلندي فعالا ومستقلا عن البرلمان البريطاني، على الرغم من كونهم تحت إشراف الملك ومجلس الملكة الخاص.
إلى حد كبير استجابة لثورة 1798، انتهت الحكومة الذاتية الأيرلندية  تماما بأحكام أعمال الاتحاد 1800 (التي ألغى تالبرلمان الإيرلندي في تلك الفترة).

## الاتحاد مع بريطانيا العظمى (1801-1912)

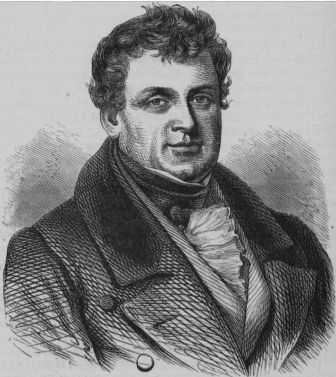
دانيال أوكونل

في عام 1800، بعد التمرد الأيرلندي 1798 سن كل من البرلمان البريطاني والبرلمان الأيرلندي أعمال الاتحاد. الاندماج خلق كيان سياسي جديد يسمى المملكة المتحدة لبريطانيا العظمى وأيرلندا اعتبارا من 1 كانون الثاني / يناير عام 1801. جزء من اتفاق تشكيل أساس الاتحاد كان  مرسوم الاختبار والذي من شأنه أن يقوم بإزالة أي تمييز متبق ضد الروم الكاثوليك، المشيخية أو  المعمدانيين وغيرهم من الأديان المنشقة في المملكة المتحدة الحديثة. بيد أن الملك جورج الثالث، استنادا إلى أحكام مرسوم التولية 1701 وبطريقة مثيرة للجدل والعناد قام بمنع محاولات رئيس الوزراء ويليام بيت الأصغر. بيت استقال احتجاجا، ولكن خليفته هنري أدينجتون والحكومة الجديدة فشلت في أن تلغي أو تغير تشريع  مرسوم الاختبار.
في 1823 المحامي الكاثوليكي المغامر  دانيال أوكونيل، المعروف في أيرلندا باسم 'المحرر' بدأ حملة أيرلندية شديدة النجاح والتي تهدف إلى تحقيق التحرر، وأن يكون لهم مقاعد في البرلمان. هذا توج بنجاح أوكونيل في الانتخابات التي أحيت جهود الإصلاح البرلمانية.  الإغاثة الكاثوليكية لعام 1829 في نهاية المطاف تم قبولها بواسطة برلمان المملكة المتحدة تحت قيادة الوزير المولود في دبلن  آرثر وليزلي، أول دوق لولينغتون. رجل الدولة الأنجلو-أيرلندي هذا الذي لا يعرف الكلل، والأمين السابق أيرلندا، وبطل الحروب النابليونية، قاد بنجاح التشريعات من خلال مجلسي البرلمان. من خلال التهديد بالاستقالة، أقنع الملك جورج الرابع على التوقيع على المشروع ليصبح قانونا في عام 1829. استمر التزام الكاثوليك في تمويل إنشاء كنيسة أيرلندا. ومع ذلك، أدى ذلك إلى مناوشات متفرقة في الحروب العشرية من 1831 إلى 1838. تم إيقاف تأسيس الكنيسة بواسطة  حكومة جلادستون في عام 1867. استمرار سن الإصلاحات البرلمانية أثناء تمديد الإدارات مدد أكثر الامتيازات المحدودة أصلا. قاد دانيال أوكونيل في وقت لاحق رابطة الإلغاء في حملة فاشلة للتراجع عن قانون الاتحاد 1800.
ثاني «مجاعات أيرلندا الكبيرة»، أو ما يسمى "Gorta Mór"  ضربت البلاد خلال 1845-49 مع آفة البطاطا بفعل العوامل السياسية في ذلك الوقت مما أدى إلى مجاعة ضخمة وهجرة. (انظر مجاعة أيرلندا الكبرى) أثر الهجرة من أيرلندا كان شديدا؛ حيث انخفض عدد السكان من أكثر من 8 ملايين قبل المجاعة إلى 4.4 مليون في عام 1911. الغيلية أو الأيرلندية، لغة أيرلندا المنطوقة في وقت ما، انخفض استخدامها بحدة في القرن التاسع عشر نتيجة المجاعة وإنشاء نظام تعليم المدرسة الوطنية، فضلا عن العداء تجاه اللغة من أبرز السياسيين الأيرلنديين في ذلك الوقت، لذا فقد حلت اللغة الإنجليزية محلها بشكل كبير.
خارج القومية السائدة، حدثت سلسلة من الثورات العنيفة من قبل الجمهوريين الإيرلنديين في عام 1803، تحت قيادة روبرت ايميت; في عام 1848 ثورة من قبل حركة الشباب الأيرلندي، كان أبرزهم توماس فرانسيس ماغير؛ وفي عام 1867، تمرد آخر من قبل أخوية الجمهوري الايرلندي. كل هذه الثورات باءت بالفشل، ولكن قومية القوة البدنية ظلت تيارا في القرن التاسع عشر.

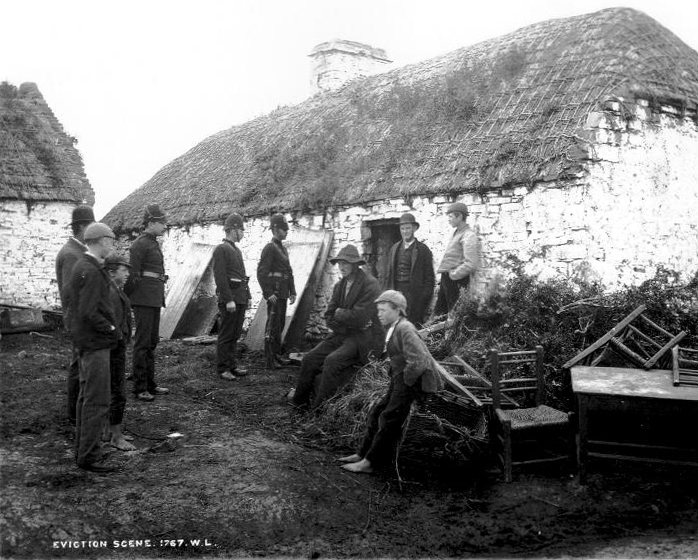
أسرة أيرلندية نازحة من موياستا،مقاطعة كلير خلال الحرب البرية، 1879

شهدت أواخر القرن التاسع عشر العديد من إصلاحات الأراضي، بقيادة حركة دوري الأراضي تحت قيادة مايكل دافيت طلبا لما أصبح يعرف باسم: «معرض للإيجار، البيع مجانا، ثبات الحيازة». أقر البرلمان القوانين في عام 1870، 1881، 1903 و 1909 التي مكنت معظم المزارعين المستأجرين من شراء أراضيهم، كما خفضت الإيجارات من الآخرين. من عام 1870 ونتيجة لحرب الأرض و ما ترتب عليها من خطة الحملة من 1880، حيث قدمت مختلف الحكومات البريطانية سلسلة من أفعال الأراضي الأيرلندية. لعب وليام أوبراين دورا رائدا في مؤتمر الأرض عام 1902 والذي مهد الطريق لأكثر لتشريعات اجتماعية تقدما في أيرلندا منذ الاتحاد:  اتفاقية ويندهام لشراء الأراضي عام 1903. هذا القانون حدد شروط تفتيت الملكيات الكبيرة والتي انتقلت تدريجيا إلى ملاك الأراضي الريفيين. وبهذه الاتفاقية انتهى فعليا عصر المالك الغائب، وأخيرا تم حل معضلة الأراضي الايرلندية.
في 1870 مسألة الحكم الذاتي الأيرلندي أصبحت مرة أخرى محورا رئيسيا للنقاش تحت قيادة تشارلز ستيوارت بارنيل، مؤسس الحزب البرلماني الأيرلندي. قام رئيس الوزراء جلادستون باثنين من المحاولات الفاشلة لتمرير الحكم في عامي 1886 و 1893. قيادة بارنيل انتهت عندما تورط في فضيحة الطلاق التي اكتسبت شهرة دولية في عام 1890. حيث كان يعيش سرا لسنوات مع كاثرين أوشي زوجة منفصلة عن نائب أيرلندي زميل له. الكارثة جاءت بسرعة: غلادستون والحزب الليبرالي رفضا التعاون معه؛ تفكك حزبه؛ كما قاد الأساقفة الكاثوليك الأيرلنديون جهودا ناجحة لسحق فصيل الأقليات الخاص به في الانتخابات الفرعية. بارنيل قاتل من أجل الحكم حتى النهاية، ولكن جسده كان ينهار وتوفي في عام 1891 وفي سن 45 عاما.
بعد تقديم الحكومة المحلية (أيرلندا) لعام 1898 التي أنهت سلطة  البروتستانتية المهيمنة «هيئة المحلفين الكبرى»، والتي قبلت لأول مرة التحكم الديمقراطي للشئون المحلية في أيدى الناس من خلال المجالس المحلية المنتخبة، النقاش حول الحكم الذاتي الكامل أدت إلى توترات بين القوميين الأيرلنديين والنقابيين الأيرلنديين (أولئك الذين فضلوا استمرار الاتحاد). معظم الجزيرة كانت في الغالب قومية كاثوليكية زراعية. إلا أنه في الشمال الشرقي ، كانت في الغالب اتحادية بروتستانتية صناعية. كان النقابيون يخشون فقدان السلطة السياسية والثروة الاقتصادية في ظل الحكم ذو الغالبية الريفية القومية الكاثوليكية. بينما اعتقد القوميون أنهم دون الحكم الذاتي سيظلون اقتصاديا وسياسيا مواطنين من الدرجة الثانية. من ضمن هذا التفرق، ظهرت حركتان معارضة طائفيتان: الحركة البروتستانتية أورانج أوردر والحركة الكاثوليكية النظام الأيرلندي القديم.

## سيادة الوطن، عيد الفصح وحرب الاستقلال (1912-1922)
سيادة الوطن أصبحت مؤكدة في عام 1910 عندما عقد الحزب البرلماني الأيرلندي (IPP) بقيادة  جون ريدموند ميزان القوى في مجلس العموم حيث تم عرض ثالث وثيقة لسيادة الوطن  في عام 1912. مقاومة الاتحاديين كانت فورية مباشرة بتشكيل متطوعي أولستر. في المقابل تم إنشاء المتطوعين الأيرلنديين  معارضة لهم ولإنفاذ مقدمة الحكم الذاتي.

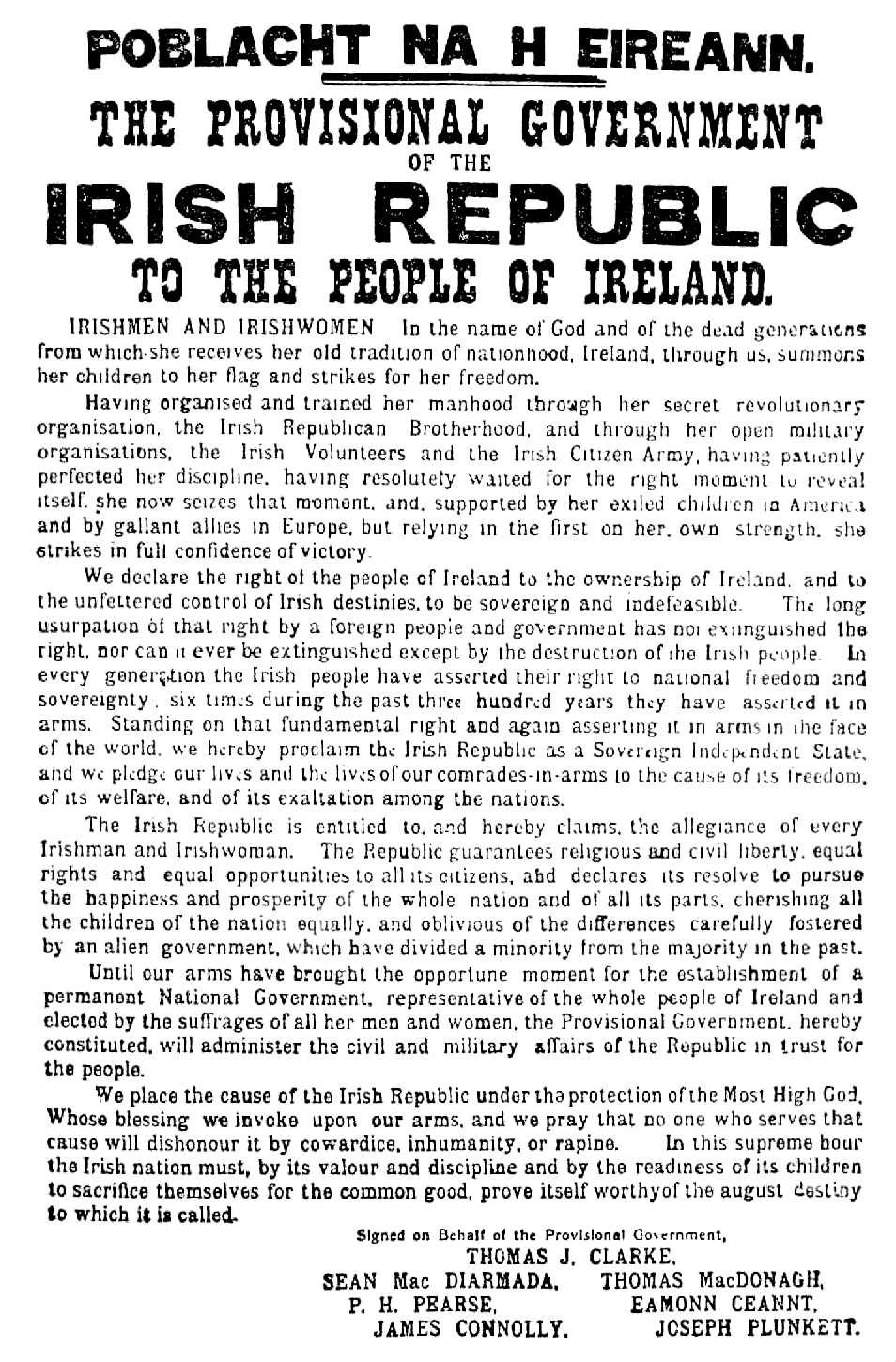
اعلان عيد الفصح الصادر من قبل قادة عيد الفصح

في أيلول / سبتمبر عام 1914، ومع اندلاع  الحرب العالمية الأولى في المملكة المتحدة، أقر برلمان المملكة المتحدة إقامة الحكم الذاتي في أيرلندا، ولكن تم تعليق القرار طوال مدة الحرب. لضمان تنفيذ الحكم بعد الحرب قرر قادة القومية والحزب البرلماني الأيرلندي IPP تحت قيادة ريدموند دعم مشاركة أيرلندا في المجهود الحربي في حرب بريطانيا وقوات الحلفاء في إطار الوفاق الثلاثي ضد توسعات  دول المركز. جوهر المتطوعين الأيرلنديين كانوا ضد هذا القرار، ولكن بقي الغالبية لتشكيل المتطوعين الوطنيين الذين تم تجنيدهم في الأفواج الأيرلندية  في الجيش البريطاني الجديد، الشعبة الأيرلندية رقم 10، الشعبة الأيرلندية رقم 16، ونظرائهم الشماليون الشعبة الأيرلندية رقم 36. قبل انتهاء الحرب، قامت بريطانيا باثنين من الجهود لتنفيذ حكم سيادة أيرلندا أحدها في أيار / مايو 1916 ومرة أخرى مع الاتفاقية الأيرلندية خلال 1917-1918، ولكن الجانبين الأيرلنديين (القوميين والاتحادين) لم يتمكنوا من الاتفاق على شروط استثناء مؤقت أو دائم لأولستر من أحكامها.
تميزت الفترة بين 1916-1921 بالعنف السياسي والاضطرابات، وانتهت  بتقسيم أيرلندا وستقلال 26 مقاطعة من أصل 32 مقاطعة. كما فشلت محاولة مسلحة لكسب استقلال منفصل لأيرلندا مع  عيد فصح عام 1916، والتمرد في دبلن. على الرغم من أن دعم المتمردين كان صغيرا، إلا أن استخدام العنف في قمعهم أدى إلى تأرجح في دعم المتمردين. بالإضافة إلى تهديد لم يسبق له مثيل للأيرلنديين بتجنيدهم في الجيش البريطاني في عام 1918 (على الجبهة الغربية نتيجة  لهجوم الربيع الألماني) والذي أدى إلى تسريع هذا التغيير. (انظر: أزمة تجنيد عام 1918). في انتخابات كانون الأول / ديسمبر 1918  شين فين -حزب الثوار- فاز بثلاثة أرباع المقاعد في أيرلندا بسبعة وعشرين عضوا في البرلمان والذين اجتمعوا في دبلن في 21 كانون الثاني / يناير 1919 لتشكيل برلمان جمهورية أيرلندية مكونة من 32 مقاطعة كأول مجلس يعلن عن السيادة على الجزيرة بأكملها.
غير راغبين في التفاوض على أي تفاهم مع بريطانيا بخصوص الاستقلال التام السريع، أعلن الجيش الجمهوري الايرلندي -جيش جمهورية أيرلندا الحديثة-  شن حرب العصابات (حرب الاستقلال الأيرلندية) من عام 1919 إلى 1921. في أثناء القتال ووسط الكثير من الحدة قامت حكومة أيرلندا لعام 1920 بتنفيذ الحكم الذاتي مع تقسيم الجزيرة إلى ما سمته الحكومة البريطانية «أيرلندا الشمالية» و «أيرلندا الجنوبية». في تموز / يوليه عام 1921 وقعت كل من الحكومة الأيرلندية والحكومة البريطانية على الهدنة التي أوقفت الحرب. في كانون الأول / ديسمبر 1921 وقع ممثلو الحكومتين المعاهدة الأنجلو-أيرلندية. الوفد الأيرلندي كان بقيادة آرثر غريفيث ومايكل كولينز. أدى هذا إلى إلغاء الجمهورية الأيرلندية وانشاء  دولة أيرلندا الحرة، دومينيون محكوم ذاتيا من دول الكومنلوث على نحو كل من كندا وأستراليا. بموجب المعاهدة، بإمكان  أيرلندا الشمالية الانفصال عن الدولة الحرة الجديدة والبقاء ضمن المملكة المتحدة: وقد فعلت أيرلندا الشمالية ذلك على وجه السرعة. في عام 1922 كانت كل البرلمانات قد صدقت على المعاهدة، ليتم اعلان استقلال 26 مقاطعة مكونين دولة أيرلندا الحرة (التي سميت نفسها أيرلندا في عام 1937، وأعلنت نفسها جمهورية في عام 1949). بينما حصلت الست مقاطعات التي تشكل أيرلندا الشمالية على الحكم الذاتي، ولكنها ظلت جزء من المملكة المتحدة. لمعظم الخمسة وسبعين عاما التاليين، كل إقليم كان ينحاز بقوة إلى سواءالأيدولوجيات  الكاثوليكية أو البروتستانتية، على الرغم من أن هذا كان أكثر وضوحا في الست مقاطعات التي شكلت أيرلندا الشمالية.

## الدولة الحرة والجمهورية (1922–الوقت الحاضر)

الخريطة السياسية لأيرلندا

معاهدة الاتحاد قسمت الحركة الجمهورية إلى معارضي المعاهدة (الذين يريدون القتال حتى تتحقق الجمهورية الايرلندية) ومؤيدو المعاهدة (الذين قبلوا الدولة الحرة كخطوة أولى نحو الاستقلال التام والوحدة). بين 1922 و 1923 خاض كلا الجانبين قتالا دمويا في  الحرب الأهلية الأيرلندية. حكومة الدولة الأيرلندية الحرة الجديدة هزمت بقايا معارضي المعاهدة من الجيش الجمهوري الايرلندي، وقامت بإعدامات جماعية. هذا التقسيم بين القوميين لا يزال موجودا في الألوان السياسية الأيرلندية حتى اليوم، وتحديدا بين اثنين من أبرز الأحزاب السياسية الأيرلندية، فيانا فيل وفاين جايل.
وُجدت الدولة الأيرلندية الحرة الجديدة (1922-37) على خلفية نمو الديكتاتوريات في قارة أوروبا و  الكساد الكبير الذي ذرب الاقتصاد العالمي في عام 1929. على النقيض من العديد من الدول الأوروبية المعاصرة لذلك الوقت فقد ظلت دولة ديمقراطية. الدليل على هذا جاء عندما استطاع الفصيل الخاسر في الحرب الأهلية الأيرلندية، إيمون دي فاليرا من فيانا فيل، الحصول على السلطة سلميا من خلال الفوز في الانتخابات العامة لعام 1932. ومع ذلك، فحتى منتصف الثلاثينيات، كانت أجزاء كبيرة من المجتمع الأيرلندي ترى الدولة الحرة من خلال منظور الحرب الأهلية كدولة قمعية البريطانية تفرضها الدولة. إلا أن التغيير السلمي للحكومة في عام 1932 أشار إلى القبول النهائي للدولة الحرة. على النقيض من العديد من الدول الأخرى في تلك الفترة فإن الدولة الحرة ظلت ثابتة ماليا نتيجة لانخفاض الإنفاق الحكومي على الرغم من الحرب الاقتصادية مع بريطانيا. إلا أن البطالة والهجرة كانا مرتفعين. حيث انخفض عدد السكان إلى ما مقداره 2.7 مليون مسجلين في تعداد عام 1961.
كان  للكنيسة الكاثوليكية الرومانية  تأثير قوي على الدولة الأيرلندية لفترة كبيرة من تاريخها. نفوذ رجال الدين يعني أن الدولة الأيرلندية كانت متحفظة جدا على بعض السياسات الاجتماعية، على سبيل المثال، منع الطلاق،  وسائل منع الحمل، الإجهاض، الأفلام الإباحية وكذلك تشجيع رقابة وحظر العديد من الكتب والأفلام. بالإضافة إلى ذلك سيطرت الكنيسة إلى حد كبير على المستشفيات والمدارس في الدولة كما كانت أكبر مزود للعديد من الخدمات الاجتماعية الأخرى.
مع تقسيم أيرلندا في عام 1922، 92.6% من سكان الدولة الحرة كانوا كاثوليك في حين 7.4% بروتستانتيين. بحلول الستينات سينخفض عدد السكان البروتستانت بمقدار النصف. على الرغم من أن الهجرة كانت عالية بين جميع السكان، بسبب انعدام الفرص الاقتصادية، معدل الهجرة البروتستانتية كان غير متناسب في هذه الفترة. العديد من البروتستانتيين غادروا البلاد في وقت مبكر من العشرينات، إما لأنهم شعروا بأنهم غير مرحب بهم في ظل الدولة القومية ذات الغالبية الكاثوليكية لأنهم كانوا خائفين بسبب حرق منازل البروتستانت من قبل الجمهوريين خلال الحرب الأهلية، ولأنهم كانوا يعتبرون أنفسهم بريطانيين لذا لم يرغبوا في العيش في دولة أيرلندية مستقلة أو بسبب الاضطراب الاقتصادي الناجم عن أعمال العنف الأخيرة. الكنيسة الكاثوليكية أيضا أصدرت مرسوما والمعروف باسم ني تيميري، والذي ينص على أن الأطفال من الزواج بين الكاثوليك والبروتستانت يجب أن تتم تربيتهم كاثوليك. من عام 1945 سقطت معدلات هجرة البروتستانت وأصبحوا أقل عرضة للهجرة من الكاثوليك.[بحاجة لمصدر]

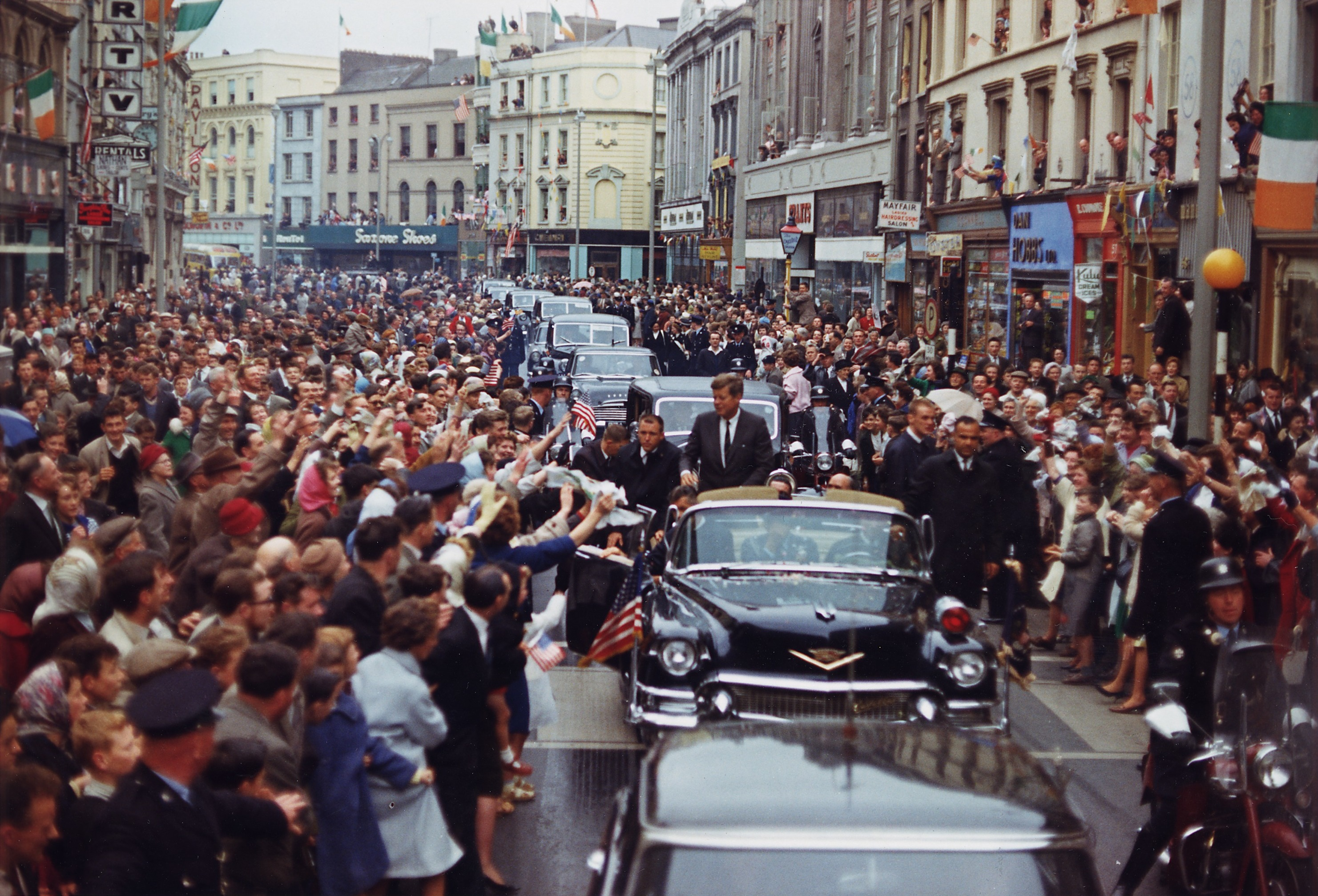
الرئيس جون كينيدي في موكب في كورك في 27 يونيو 1963

في عام 1937قام  دستور جديد بإعادة تأسيس الدولة كدولة أيرلندا (أو Éire باللغة الأيرلندية). الدولة ظلت محايدة أثناء  الحرب العالمية الثانية الذي حفظها من كثير من أهوال الحرب، على الرغم من أن عشرات الآلاف تطوعوا للخدمة في القوات البريطانية. إلا أن أيرلندا تأثرت من نقص الحصص الغذائية ونقص الفحم; أصبح إنتاج الجفت أولوية خلال هذا الوقت. على الرغم من المظهر المحايد، إلا أن بعض الدراسات الحديثة اقترحت وجود مستوى أكبر من مشاركة الجنوب مع الحلفاء مما كان معلوما، مع تحديد تاريخ  الإنزال في نورماندي بناء على معلومات الطقس بوجود عاصفة على المحيط الأطلنطي والتي قدمتها أيرلندا.
في عام 1949 تم اعلان الدولة رسميا جمهورية كما تم اعلان مغادرتها  الكومنولث.
في الستينات، خضعت أيرلندا لتغيير اقتصادي كبير في إطار إصلاحات  تاوسيتش (رئيس الوزراء) سين ليماس وأمين وزارة المالية ت.ك.ويتاكر، الذين أنتجوا سلسلة من الخطط الاقتصادية. المستوى الثاني من التعليم المجاني عرضه دونو أومالي كوزير التعليم في عام 1968. من أوائل الستينات، سعت أيرلندا للانضمام إلى السوق الأوروبية المشتركة ولكن لأن 90% من الصادرات كانت إلى سوق المملكة المتحدة، لم تفعل ذلك حتى قامت المملكة المتحدة بذلك في عام 1973.
المشاكل الاقتصادية العالمية في السبعينات، تضاف إليها مجموعة من الأخطاء في السياسات الاقتصادية المتبعة من قبل الحكومات، بما في ذلك الوزير  جاك لينش، تسبب كل ذلك في ركود الاقتصاد الأيرلندي. الاضطرابات في أيرلندا الشمالية تسببت في تثبيط الاستثمار الأجنبي. كما حدث انخفاض قيمة العملة عندما تم اعتبار الجنيه الأيرلندي أو البونت عملة مستقلة في عام 1979، كاسرا الارتباط مع الجنيه  الاسترليني الخاص بالمملكة المتحدة. بيد أن الإصلاحات الاقتصادية في أواخر الثمانينات ساعدت على الاستثمار من السوق الأوروبية المشتركة، مما أدى إلى واحدة من أعلى معدلات النمو الاقتصادي مع الهجرة الجماعية (لا سيما من الناس من آسيا وشرق أوروبا) كسمة لأواخر التسعينات. هذه الفترة أصبحت تعرف  باسم النمر السلتيكي وأصبح يتم التركيز عليها كنموذج للتنمية الاقتصادية في دول الكتلة الشرقية السابقة التي دخلت الاتحاد الأوروبي في وقت مبكر من هذه الألفية. قيم العقارات قد ارتفعت بنسبة تتراوح بين أربعة وعشرة أضعاف بين 1993 و 2006 في إطار تأجيج الازدهار.
اعتمد المجتمع الأيرلندي سياسات اجتماعية ليبرالية نسبيا خلال هذه الفترة. حيث تم تقنين الطلاق والشذوذ الجنسي  كما تم تقنين الإجهاض في حالات محدودة تسمح بها المحكمة الأيرلندية العليا في قانونية حكم الحالة إكس. فضائح كبيرة في الكنيسة الكاثوليكية الرومانية، سواء فضائح جنسية أو مالية، تزامنت مع انخفاض واسع النطاق في الممارسة الدينية، مع انخفاض الحضور الأسبوعي في  القداس الإلهي الكاثوليكي الروماني بمقدار النصف خلال عشرين عاما. سلسلة من المحاكم التي أقيمت من التسعينات حققت في ممارسات خاطئة مزعومة من قبل السياسيين، رجال الدين الكاثوليك ، القضاة، المستشفيات والشرطة.
الرخاء الأيرلندي الجديد انتهى فجأة في عام 2008 عندما انهارت الأعمال  المصرفية بسبب انفجار الفقاعة الأيرلندية الملْكية. 25-26% من الناتج المحلي الإجمالي تم استعماله من أجل إنقاذ فشل البنوك الأيرلندية وتوحيد قوة القطاع المصرفي. كان هذا أكبر إنقاذ مصرفي لأي بلد في التاريخ، مقارنة بنسبة 7-8 ٪ فقط من الناتج المحلي الإجمالي تم استعماله من أجل إنقاذ فشل البنوك الفنلندية في الأزمة المصرفية في التسعينات. وهذا أدى إلى أزمة مالية وسياسية ضخمة حيث دخلت أيرلندا مرحلة  ركود. الهجرة ارتفعت إلى مستويات عام 1989 حيث ارتفع معدل البطالة من 4.2% في عام 2007 ليصل إلى 14.6% اعتبارا من شباط / فبراير 2012.
ومع ذلك، ومنذ عام 2014، شهدت أيرلندا نموا اقتصاديا واضحا، يطلق عليها اسم «سلتيك فينيكس».

## أيرلندا الشمالية (1921–الوقت الحاضر)

### «الدولة البروتستانتية» (1921-1972)
مشروع قانون حكومة أيرلندا عام 1920 أدى إلى إنشاء دولة أيرلندا الشمالية، والتي تتألف من ستة مقاطعات في الشمال الشرقي وهم لندنديري، تيرون، فيرماناغ، أنتريم، داون، وأرما. من عام 1921 إلى عام 1972، أيرلندا الشمالية كان يحكمها حكومة  حزب أولستر الوحدوي المتمركزة في ستورمونت في شرق بلفاست. قائد الحزب وأول رئيس وزراء جيمس كريغ، أعلن أنها سوف تكون «دولة بروتستانتية لشعب بروتستانتي». كان هدف كريغ هو تكوين والحفاظ على السلطة البروتستانتية في الدولة الجديدة التي كانت فوق كل جهد لتأمين الأغلبية الوحدوية. في عام 1926 كان غالبية السكان في المقاطعة من المشيخية أو الانجيليكية وبالتالي أدوا إلى ترسيخ سلطة كريغ السياسية البروتستانتية. وبالتالي قام حزب أولستر الوحدوي بعد ذلك بتشكيل كل حكومة حتى عام 1972. التمييز العنصري ضد الأقليات القومية في المجتمع في العمل والسكن، واستبعادهم التام من السلطة السياسية بسبب النظام الانتخابي الأكثري، أدى إلى ظهور جمعية الحقوق المدنية بأيرلندا الشمالية في أواخر الستينات، مستوحاة من حركة مارتن لوثر كينغ للحقوق المدنية في الولايات المتحدة الأمريكية. القوات العسكرية الشمالية البروتستانتية والقوات الشمالية الكاثوليك (الجيش الجمهوري الأيرلندي) تحولت إلى أعمال العنف الوحشية لإقامة السلطة. مع مرور الوقت أصبح من الواضح أن هذين المنافسين من شأنهما إحداث حرب أهلية في البلاد. بعد الحرب العالمية الثانية، بدا الحفاظ على التماسك داخل ستورمونت مستحيلا؛ زيادة الضغوط الاقتصادية، تعزيز الوحدة الكاثوليكية، التدخل البريطاني أدى كل ذلك في نهاية المطاف إلى انهيار ستورمونت. مع اكتساب حركة الحقوق المدنية في الولايات المتحدة شهرة واعتراف في جميع أنحاء العالم فقد احتشد الكاثوليك معا لتحقيق اعتراف مماثل اجتماعيا وسياسيا. هذا أدى إلى تشكيل العديد من المنظمات مثل جمعية أيرلندا الشمالية للحقوق المدنية (NICRA) في عام 1967 وحملة من أجل العدالة الاجتماعية (CSJ) في عام 1964. الاحتجاجات الغيرعنيفة أصبحت عاملا متزايد الأهمية في تعبئة تعاطف الرأي نحو الكاثوليكيين وبالتالي عاملا أكثر فعالية في توليد الدعم من نشاطات الجماعات العنيفة مثل الجيش الجمهوري الأيرلندي. إلا أن هذه الاحتجاجات غير العنيفة شكلت مشكلة لرئيس وزراء أيرلندا الشمالية تيرانس أونيل (1963) لأنها عرقلت جهوده لإقناع الكاثوليك في أيرلندا الشمالية أنهم أيضا مثل نظرائهم البروتستانت، ينتمون إلى داخل المملكة المتحدة. وعلى الرغم من جهود أونيل للإصلاح إلا أنه كان هناك استياء بين الكاثوليك والنقابيين. في تشرين الأول / أكتوبر 1968 انطلقت مظاهرة سلمية طلبا الحقوق المدنية في ديري لكنها تحولت عنيفة بسبب وحشية الشرطة في ضرب المتظاهرين. الاندلاع كان متلفز من قبل وسائل الإعلام الدولية، ونتيجة لذلك فقد تلقت المظاهرة رواجا كبيرا وأكدت أيضا وجود الاضطرابات الاجتماعية-السياسية في أيرلندا. رد فعل عنيف مضاد من النقابيين المحافظين أدى إلى اضطراب مدني، وخاصة معركة بوجسايد و أعمال شغب أيرلندا الشمالية في أغسطس 1969. لاستعادة النظام، انتشرت القوات البريطانية في شوارع أيرلندا الشمالية في ذلك الوقت.
تفشي أعمال العنف في أواخر الستينات شجعت وساعدت على تقوية مجموعات عسكرية مثل الجيش الجمهوري الأيرلندي الذي طرحوا أنفسهم كحماة للطبقة العاملة الكاثوليك الذين كانوا عرضة لوحشية الشرطة والمدنيين. خلال أواخر الستينات وأوائل السبعينات ازداد التجنيد في الجيش الجمهوري الايرلندي بشكل كبير مع زيادة سوء العنف في الشارع. تدخل القوات البريطانية أثبت أنها غير كافية لقمع العنف وبالتالي عزز أهمية الجيش الجمهوري الآيرلندي العسكرية. في 30 كانون الثاني / يناير 1972 وصلت أسوأ التوترات ذروتها مع أحداث الأحد الدامي. حيث قام مظليون بفتح النار على متظاهري الحقوق المدنية في ديري، وقتلوا 13 من المدنيين العزل. الجمعة الدامية، الأحد الدامي، وغيرهما من أعمال العنف في بداية السبعينات أصبحت تعرف فيما بعد باسم المشاكل. رفع برلمان ستورمونت  جلسته التشريعية في عام 1972 وألغاها في عام 1973. الجيوش شبه العسكرية الخاصة مثل الجيش الجمهوري الايرلندي المؤقت نتجت عن انقسام داخل الجيش الجمهوري الأيرلندي، الجيش الجمهوري الأيرلندي الرسمي وجيش التحرير الأيرلندي الوطني قاتلوا ضد كتيبة أولستر الدفاعية و قوات متطوعي أولستر. وعلاوة على ذلك فإن الجيش البريطاني و شرطة أولستر الملكية (البروتستانتية إلى حد كبير) شاركوا أيضا في الفوضى التي أسفرت عن مقتل أكثر من 3000 من الرجال والنساء والأطفال المدنيين والعسكريين. معظم العنف وقع في أيرلندا الشمالية، ولكن بعضه امتد أيضا إلى إنجلترا وعبر الحدود الأيرلندية.

### الحكم المباشر (1972-1999)
في السنوات السبعة وعشرين ونصف القادمة، باستثناء خمسة أشهر في عام 1974، كانت أيرلندا الشمالية تحت «الحكم المباشر» مع وزارة دولة أيرلندا الشمالية في الحكومة البريطانية مسؤولة عن إدارات أيرلندا الشمالية في الحكومة. الحكم المباشر صُمم ليكون حلا مؤقتا حتى تصبح أيرلندا الشمالية قادرة على أن تحكم نفسها مرة أخرى. القوانين الرئيسية أقرها  برلمان المملكة المتحدة بنفس طريقة الكثير من بقية المملكة المتحدة ، ولكن العديد من التدابير الأصغر تم التعامل معها من قبل نظام المجلس مع الحد الأدنى من الرقابة البرلمانية. جرت محاولات لإنشاء تقاسم السلطة التنفيذية بين المجتمعات القومية والمجتمعات الاتحادية عن طريق دستور أيرلندا الشمالية لعام 1973، واتفاق سونينغدل في كانون الأول / ديسمبر 1973. كل من الخطوتين لم ينجحا في خلق التماسك بين أيرلندا الشمالية وجمهورية أيرلندا. الدستور الصادر في عام 1973 من حكومة المملكة المتحدة أكد توحيد أيرلندا بالموافقة فقط. على العكس من ذلك، اشتمل اتفاق سونينغدل على «توفير مجلس أيرلنداوالذي له الحق في التنفيذ وتنسيق المهام». والأكثر أهمية أن اتفاق سونينغدل جمع القادة السياسيين من أيرلندا الشمالية وجمهورية أيرلندا والمملكة المتحدة للتفاوض للمرة الأولى منذ عام 1925. قانون أيرلندا الشمالية الدستوري وجمعية (جيم) قبل سنة 1982 كانا أيضا مؤقتين التنفيذ؛ ومع ذلك فشلت جميعها في التوصل إلى توافق في الآراء أو أن تعمل على المدى الطويل.
خلال السبعينات ركزت السياسة البريطانية على هزيمة الجيش الجمهوري الايرلندي المؤقت (IRA) من خلال الوسائل العسكرية بما في ذلك سياسة أولستر (التي تتطلب وجود شرطة أولستر الملكية والجيش البريطاني الاحتياطي «فوج دفاع أولستر» في طليعة مكافحة الجيش الجمهوري الأيرلندي المؤقت). وعلى الرغم من انخفاض عنف الجيش الجمهوري الأيرلندي إلا أنه كان من الواضح أنه لا يوجد أي انتصار عسكري في متناول اليد سواء على المدى القصير أو المتوسط. حتى الكاثوليك الذين عادة ما رفضوا الجيش الجمهوري الأيرلندي كانوا غير راغبين في تقديم الدعم إلى الدولة التي يبدو أنها كانت لا تزال غارقة في الطائفية والتمييز، أما النقابيين فلم يكونوا مهتمين في مشاركة الكاثوليكية في إدارة الدولة تحت أي ظرف. في الثمانينات حاول الجيش الجمهوري الايرلندي المؤقت ضمان تحقيق انتصار عسكري حاسم على أساس شحنات ضخمة من الأسلحة القادمة من ليبيا. وعندما فشل ذلك، كبار الشخصيات الجمهورية بدأوا النظر في توسيع النضال بأساليب أخرى وليس بالوسائل العسكرية وحدها. في هذا الوقت بدأ التحرك نحو توقف عسكري. في عام 1986 الحكومتان البريطانية والايرلندية وقعا الاتفاق الأنجلو أيرلندي الذي ينص على شراكة رسمية في السعي إلى حل سياسي. اعترف الاتفاق الأنجلو أيرلندي (AIA) بحق الحكومة الأيرلندية في التشاور وإبداء الرأي فضلا عن ضمان المساواة في المعاملة والاعتراف بالهويات الأيرلندية والبريطانية من المجتمعين. الاتفاق نص أيضا على تنفيذ التعاون بين الحكومتين عبر الحدود. اجتماعيا واقتصاديا عانت أيرلندا الشمالية من أسوأ مستويات البطالة في المملكة المتحدة وعلى الرغم من ارتفاع مستويات الإنفاق العام وضمان بطء تحديث الخدمات العامة والتحرك نحو المساواة، إلا أن التقدم كان بطيئا في السبعينات والثمانينات. فقط في التسعينات عندما أصبح التقدم نحو السلام ملموسا، وحينها بدأ تحسن وسطوع الاقتصاد الأيرلندي. في ذلك الوقت طرأ تغير كبير على التركيبة السكانية في أيرلندا الشمالية وكان أكثر من 40% من السكان كاثوليك.

### التنازل عن الحكم والحكم المباشر (1999–حتى الآن)
مؤخرا اتفاق بلفاست («اتفاق الجمعة العظيمة») في 10 نيسان / أبريل 1998 حقق درجة من تقاسم السلطة في أيرلندا الشمالية، معطيا كلا من الوحدويين والقوميين السيطرة على أجزاء محدودة من الحكومة. غير أن كلا من السلطة التنفيذية والجمعية المنتخبة المقسمين تم إيقافهما بين كانون الثاني / يناير وأيار / مايو 2000، ومن تشرين الأول / أكتوبر 2002 حتى أبريل / نيسان 2007 بعد تدهور الثقة بين الأحزاب السياسية التي تنطوي على القضايا البارزة، بما في ذلك «وقف» الأسلحة شبه العسكرية، اصلاح الشرطة وإزالة قواعد  الجيش البريطاني. في الانتخابات الجديدة في عام 2003، فقد كل من  حزب أولستر الوحدوي المعتدل و  الحزب الاشتراكي العلماني (القومي) الموقف المهيمن للحزب الأكثر تشددا الحزب الاتحادي الديمقراطي: حزب  شين فين (القومي). في 28 تموز / يوليه 2005، أعلن الجيش الجمهوري الأيرلندي المؤقت نهاية الحملة المسلحة في 25 أيلول / سبتمبر 2005 أشرف مفتشو الأسلحة الدولية على عملية نزع الأسلحة من الجيش الجمهوري الأيرلندي المؤقت.

## أيرلندا الحديثة
أصبح اقتصاد أيرلندا أكثر تنوعا وتعقيدا من أي وقت مضى من خلال دمج نفسها في الاقتصاد العالمي.بحلول بداية التسعينات كانت أيرلندا قد حولت نفسها إلى الاقتصاد الصناعي الحديث وحققت دخلا قوميا كبيرا مما أفاد الأمة بأكملها. على الرغم من أن الاعتماد على الزراعة كان لا يزال عاليا، إلا أن اقتصاد أيرلندا الصناعي قام بإنتاج  سلعا متطورة تنافس مثيلاتها الدولية. ازدهار الاقتصاد الأيرلندي دوليا في التسعينات أدى إلى أن يطلق عليها نمر سلتيك.
الكنيسة الكاثوليكية التي كانت تمارس قوة كبيرة، وجدت أن تأثيرها على القضايا الاجتماعية-السياسية في أيرلندا أصبح أقل بكثير. الأساقفة الأيرلنديين لم يعودوا قادرين على تقديم النصح والتأثير في العامة حول كيفية ممارسة حقوقهم السياسية. انفصال أيرلندا الحديثة بين الكنيسة والحياة العادية يمكن تفسيره بانخفاض الاهتمام في عقيدة الكنيسة من قبل الأجيال الشابة والشكوك حول أخلاقيات نواب الكنيسة. من ضمن الحالات التي تلقت رواجا كبيرا كانت حالة إيمون كيسي، أسقف غالواي الذي استقال فجأة في عام 1992 بعد أن تم الكشف عن أنه كان على علاقة غرامية مع امرأة أمريكية وأنه قد أنجب منها طفلا. مزيد من الخلافات والفضائح نشأت بشأن الاستغلال الجنسي للأطفال من قبل الكهنة. ونتيجة لذلك، بدأ الكثير من الجمهور الايرلندي التشكيك في مصداقية وفعالية الكنيسة الكاثوليكية. في عام 2011 أغلقت أيرلندا سفارتها في الفاتيكان كنتيجة واضحة لهذا الاتجاه المتنامي.

## أعلام أيرلندا

علم جمهورية أيرلندا

العلم الوطني لأيرلندا هو الالوان الثلاثة الأخضر والأبيض والبرتقالي. هذا العلم الذي يحمل اللون الأخضر للروم الكاثوليك، البرتقالي للبروتستانت والأبيض للسلام المطلوب بينهما. ويعود إلى منتصف القرن التاسع عشر.
هذا العلم تم رفعه لأول مرة في العامة بواسطة حركة الشباب الأيرلندي بواسطة توماس فرانسيس ماغير الذي شرح رمزية العلم، وأوضح رؤيته على النحو التالي: «أبيض في وسط يدل على الهدنة الدائمة بين» البرتقالي«و» الأخضر«و أنا على ثقة بأن تحت طيات أيدي البروتستنانتية الأيرلندية والكاثوليكية الأيرلندية، فهم متشابكين في أخوة سمحة وبطولية». زميل القومية جون ميتشل قال: «أتمنى أن أرى هذا العلم يلوح في الأفق يوما ما.»
بعد استخدامه في ثورة عيد الفصح 1916 أصبح مقبولا على نطاق واسع من قبل القوميين باعتباره العلم الوطني، وأصبح يستخدم رسميا من قبل الجمهورية الأيرلندية (1919-21) والدولة الأيرلندية الحرة (1922-37).
في عام 1937 عندما تم تقديم دستور ايرلندا، تم تأكيد هذا العلم  رسميا بأنه العلم الوطني: «العلم الوطني هو الالوان الثلاثة الأخضر والأبيض والبرتقالي.» في حين أن هذا العلم اليوم هو العلم الرسمي لأيرلندا، إلا أنه ليس العلم الرسمي في أيرلندا الشمالية على الرغم من أنه يستخدم أحيانا بشكل غير رسمي.
العلم الرسمي الوحيد الذي يمثل أيرلندا الشمالية هو علم الاتحاد بين المملكة المتحدة لبريطانيا العظمى وأيرلندا الشمالية ومع ذلك فلا يزال استخدامه مثير للجدل. علم أولستر يستخدم أحيانا بشكل غير رسمي بحكم الواقع الإقليمي كعلم لأيرلندا الشمالية.
منذ التقسيم، لم يوجد علم مقبول عالميا لتمثيل الجزيرة بأكملها. وكحل مؤقت لبعض المباريات الرياضية، فإن علم  الأربعة أقاليم يتمتع بكمية معينة من القبول العام والشعبية.
تاريخيا تم استخدام عدد من الأعلام، بما في ذلك:
- علم القديس باتريك  (صليب علم القديس باتريك) الذي يمثل أيرلندا على علم الاتحاد بعد قانون الاتحاد؛
- الراية الخضراء مع القيثارة (المستخدمة من قبل معظم القوميين في القرن التاسع عشر والذي هو أيضا علم لينستر);
- العلم الأزرق مع القيثارة المستخدمة من القرن الثامن عشر فصاعدا من قبل العديد من القوميين (الآن كمستوى رئيس أيرلندا);
- علم جمهورية أيرلندا.

علم القديس باتريك كان سابقا يستخدم لتمثيل جزيرة أيرلندا في اتحاد الرجبي الأيرلندي لكرة القدم (IRFU)، قبل اعتماد علم الأربع محافظات. اتحاد الرياضات الغيلية (GAA) يستخدم الالوان الثلاثة ليمثل الجزيرة بأكملها.

## علم التأريخ
تمتلك أيرلندا تأريخا كبير جدا، ساهم فيه العلماء في أيرلندا، أمريكا الشمالية وبريطانيا. وقد كان هناك كل من معيار التفسير -منذ أواخر الثلاثينات- وصفقة جيدة من التحريف. واحدة من أهم المواضيع دائما ما كانت القومية الأيرلندية —التي أطلق عليها ألفريد ماركي::
الحكاية القومية الملقاة تزخر بالأبطال، الأشرار ومجموعة من العناصر الأخرى. للحكاية القومية تاريخ طويل وقد مارست أهمية خاصة في التأثير على تطوير الهوية الأيرلندية.
كما أدت القومية إلى العديد من الدراسات والمناقشات.
تركز قدر كبير من الاهتمام على فترة الثورة الأيرلندية، 1912-23. ابتداء من عام 2012 بدأت سلسلة من المؤتمرات حول «التفكير في عقد من الحرب والثورة في أيرلندا 1912-1923: المؤرخون والتاريخ العام» والتي ضمت مئات من الأكاديميين والمعلمين والجمهور العام.

### العلاقات مع بريطانيا
أيرلندا وبطريقة ما كانت أول ملكية للإمبراطورية البريطانية.  يقول مارشال أن المؤرخين استمروا في مناقشة ما إذا كان أيرلندا يجب أن تعتبر جزءا من الإمبراطورية البريطانية. العمل مؤخرا من قبل المؤرخين يولي اهتماما خاصا لجوانب الاستمرار الإمبراطورية في كل من التاريخ الأيرلندي،  تاريخ المحيط الأطلسي،  ودور الهجرة في تشكيل الشتات الأيرلندي في جميع أنحاء الإمبراطورية وأمريكا الشمالية.

### النهج الحديثة
بتطور علم التأريخ، تم تطبيق أساليب جديدة على الوضع الايرلندي. دراسات المرأة والعلاقات بين الجنسين بشكل عام، كانت نادرة قبل عام 1990؛ وهي الآن شائعة مع أكثر من 3000 من الكتب والمقالات. ما بعد الاستعمارية هو نهج في العديد من التخصصات الأكاديمية التي تسعى إلى تحليل، تفسير، والرد على الموروث الثقافي من الاستعمار والإمبريالية. يتم التركيز عادة على المترتبات الإنسانية من السيطرة على البلاد وإنشاء المستوطنات من أجل الاستغلال الاقتصادي للسكان الأصليين على أراضيهم.

### علم التأريخ
- Bourke, Richard. "Historiography" in Bourke and Ian McBride, eds. The Princeton History of Modern Ireland (Princeton University Press, 2016), ch 11.
- Elton, G.R. Modern Historians on British History 1485-1945: A Critical Bibliography 1945-1969 (1969), annotated guide to 1000 history books on every major topic, plus book reviews and major scholarly articles. online pp 206–16
- Frawley, Oona. Memory Ireland: History and Modernity (2011)
- Gibney, John. The Shadow of a Year: The 1641 Rebellion in Irish History and Memory (2013)
- King, Jason. "The Genealogy of Famine Diary in Ireland and Quebec: Ireland's Famine Migration in Historical Fiction, Historiography, and Memory." Éire-Ireland 47#1 (2012): 45-69. online
- Louis, Wm Roger and Robin Winks, eds. The Oxford History of the British Empire: Volume V: Historiography (2001)
- McBride, Ian, History and Memory in Modern Ireland (2001)
- McCarthy, Mark, ed. Ireland's Heritages: Critical Perspectives On Memory and Identity (2005)
- McCarthy, Mark, ed. Ireland's 1916 Rising: Explorations of History-making, Commemoration & Heritage in Modern Times (2012)
- Noack, Christian, Lindsay Janssen, and Vincent Comerford. Holodomor and Gorta Mór: histories, memories and representations of famine in Ukraine and Ireland (Anthem Press, 2012).
- Quinn, James. Young Ireland And the Writing of Irish History (2015)

## روابط خارجية
- Irish History Timeline at Irish History Links
- http://hnn.us/roundup/entries/7406.html
- http://www.prospect-magazine.co.uk/article_details.php?id=7817
- http://www.pbs.org/wnet/ancientireland/
- History of Ireland: Primary Documents
- History of Ireland guide
- Irish History Digitized
- Ireland Under Coercion – "The diary of an American", by William Henry Hurlbert, published 1888, from Project Gutenberg
- The Story of Ireland by Emily Lawless, 1896 (Project Gutenberg)
- Timeline of Irish History نسخة محفوظة 2 مايو 2006 على موقع واي باك مشين. 1840–1916 (1916 Rebellion Walking Tour)
- A Concise History of Ireland by P. W. Joyce
- Sources: A National Library of Ireland database for Irish research
- The Ireland of Yesterday – slideshow by Life magazine
- Irish history stories recalled on dvd, free web videos online نسخة محفوظة 1 يونيو 2009 على موقع واي باك مشين.
- The Irish Story – Irish History website
- http://foundationsirishculture.ie/about/
- Historic Maps of Ireland from the Library of Congress, 1665 – 1797. A UCD Digital Library Collection